# Kunstenaarskolonie van Nagybánya

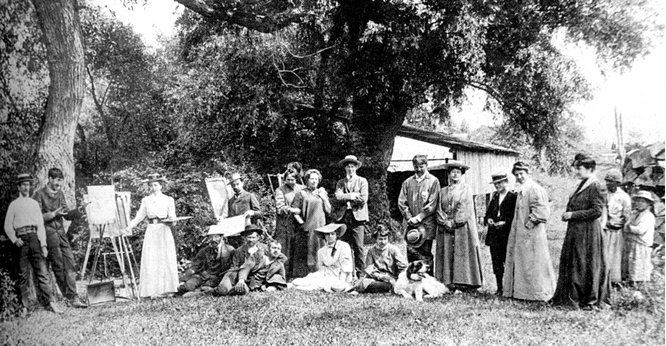
De kunstenaarskolonie omstreeks 1900

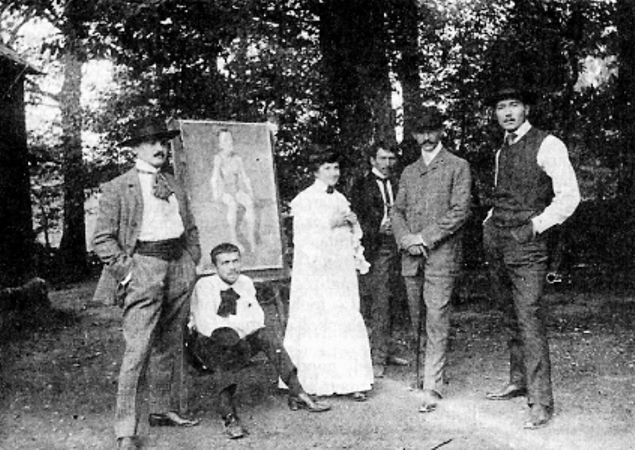
De kunstenaarskolonie omstreeks 1905

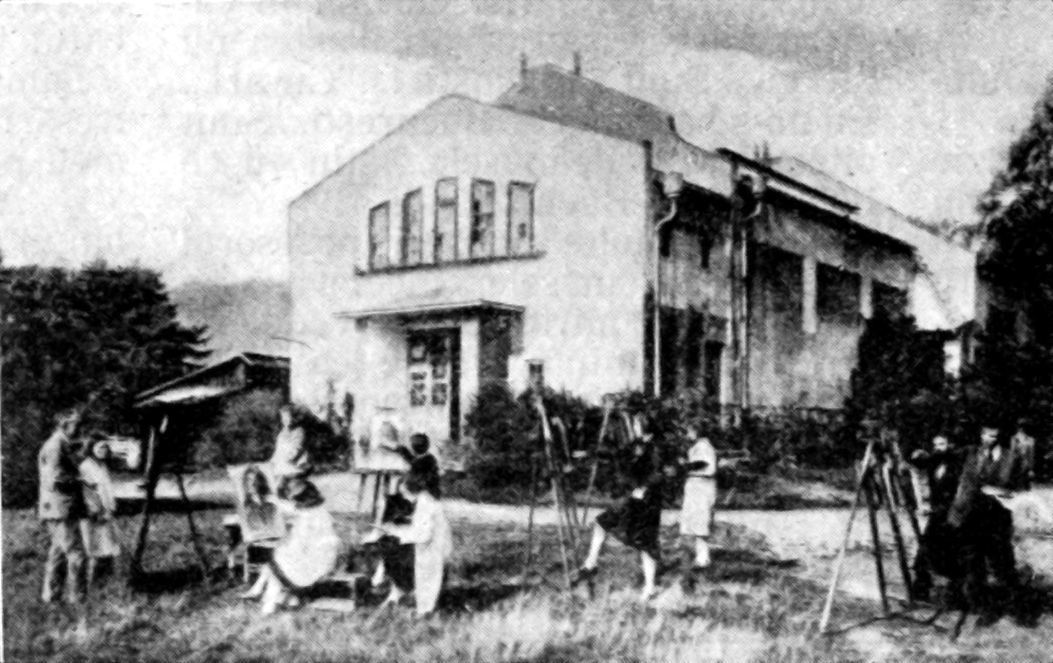
De kunstenaarskolonie in 1930

De Kunstenaarskolonie van Nagybánya (Nagybányai művésztelep), oorspronkelijk opgericht als Schildersschool van Nagybánya (Nagybányai festőiskola), is de in Hongarije invloedrijkste kunstenaarskolonie uit Nagybánya (tegenwoordig: Baia Mare in Roemenië) van schilders, die bestond vanaf ongeveer 1896 en ophield te bestaan na de Tweede Wereldoorlog. 
De oprichters van de kunstenaarskolonie waren Simon Hollósy, István Réti, Károly Ferenczy, János Thorma en Béla Iványi-Grünwald. De school werd gekenmerkt door naturalisme en het schilderen in het vrije veld (en plein air). De opvallendste persoonlijke stijl had Károly Ferenczy.

## Schilderkunst
De kunstenaarsschool had in de eerste helft van de 20e eeuw een grote invloed op de Hongaarse schilders, zoals op de MIÉNK (Magyar Impresszionisták és Naturalisták Köre), de Nyolcak, het gezelschap rond Pál Szinyei Merse, het Nieuw schilderscollectief (Képzőművészek Új Társasága, KÚT) en de Alföld schildersschool (Alföldi iskola). De invloed werkte nog door bij de schilders van de Kunstenaarskolonie van Szentendre (Szentendrei művésztelep) en de Kunstenaarskolonie van Miskolc (Miskolci művésztelep).
De Kunstenaarskolonie van Nagybánya was de eerste kunstenaarsschool die door het Hongaarse publiek erg werd gewaardeerd. Er zijn enkele generaties van schilders te onderscheiden.

### Oprichting
De oprichters van de Kunstenaarskolonie in Nagybánya waren Károly Ferenczy, Simon Hollósy, Béla Iványi-Grünwald, István Réti en János Thorma.

#### Károly Ferenczy (1862-1917)

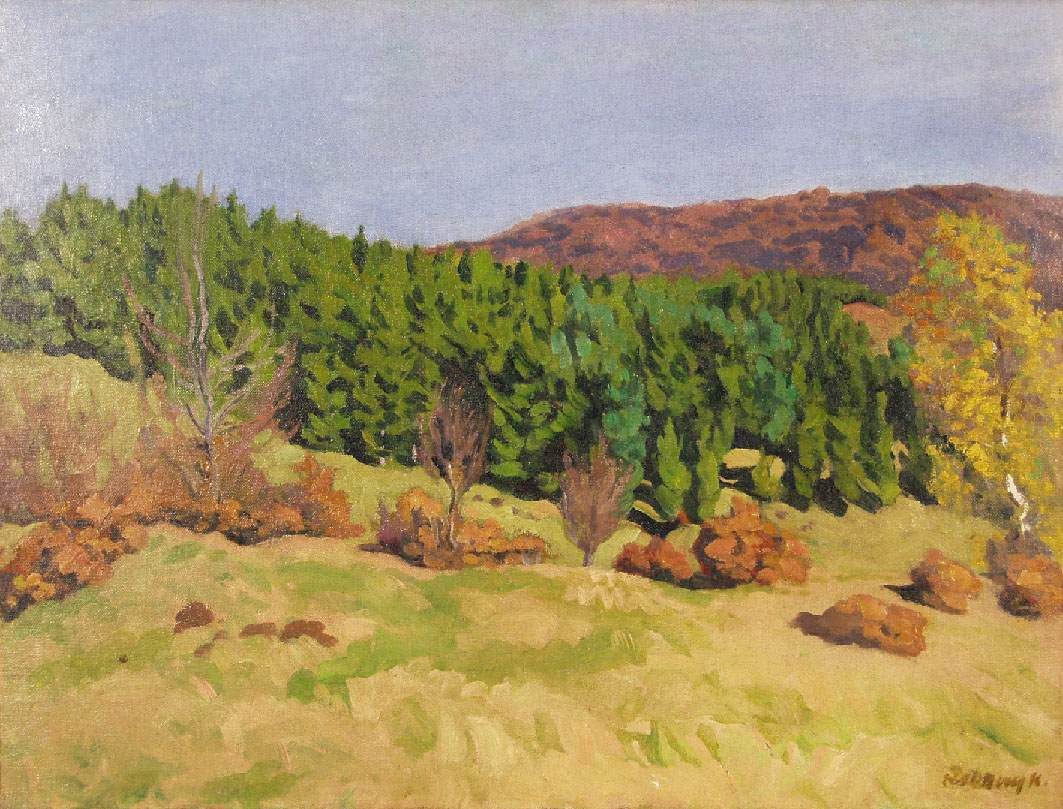
Izvora in de herfst (1909)
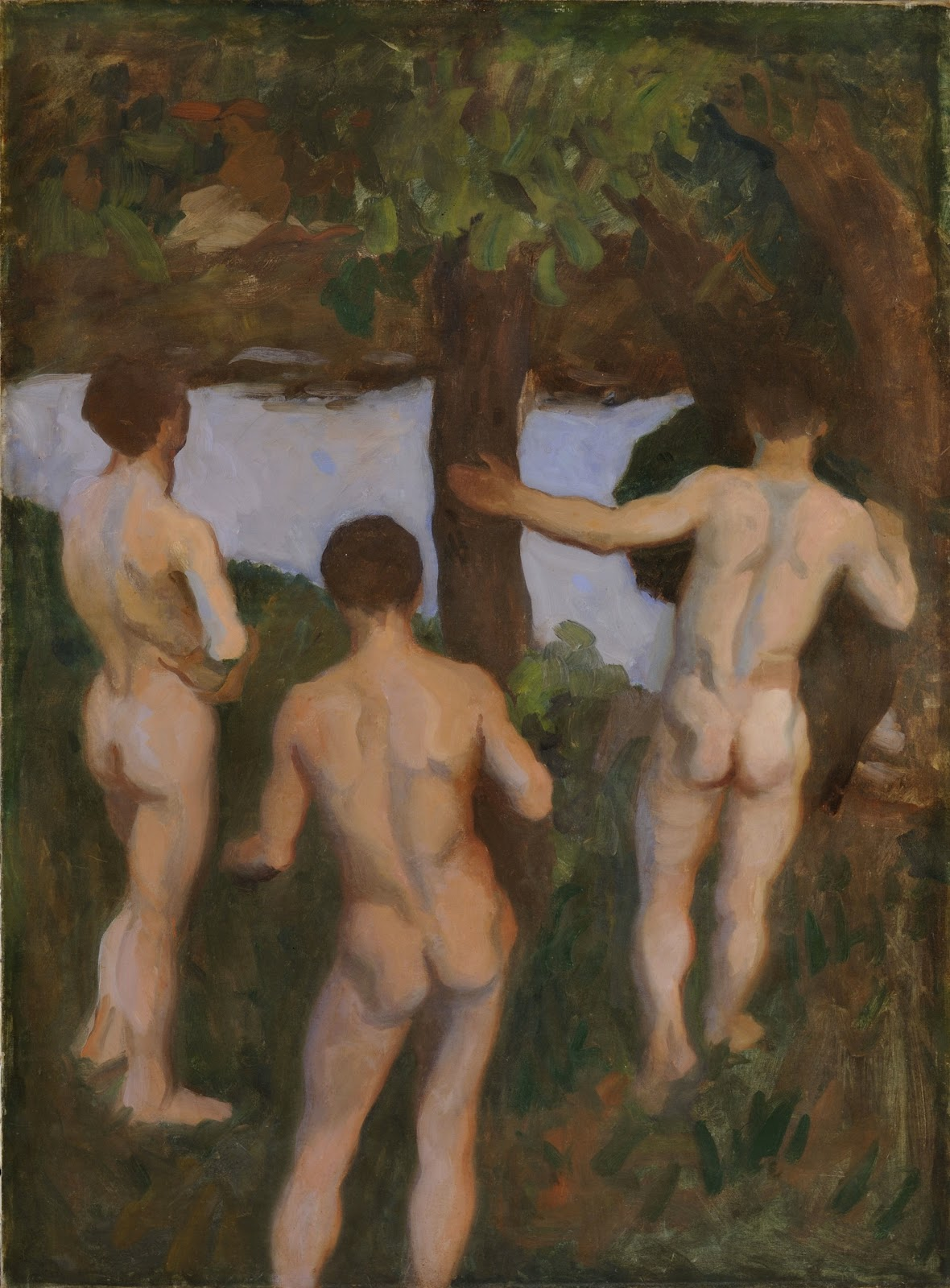
Jongens aan de waterkant (1912)

Károly Ferenczy
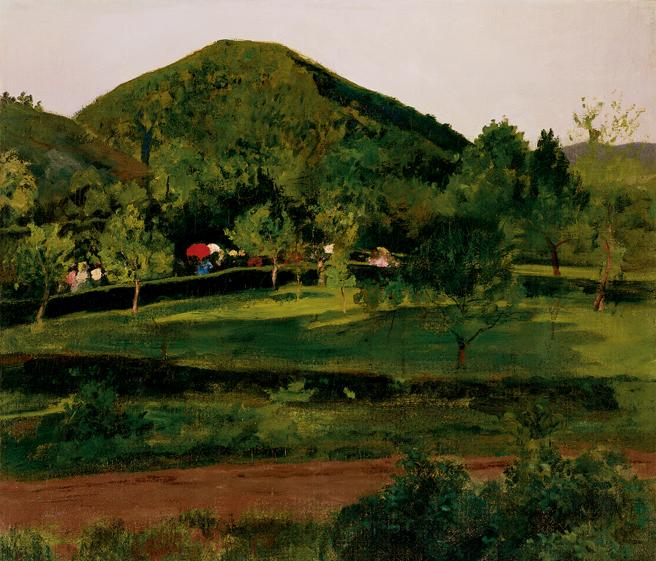
Kruisheuvels bij Nagybánya (1900)
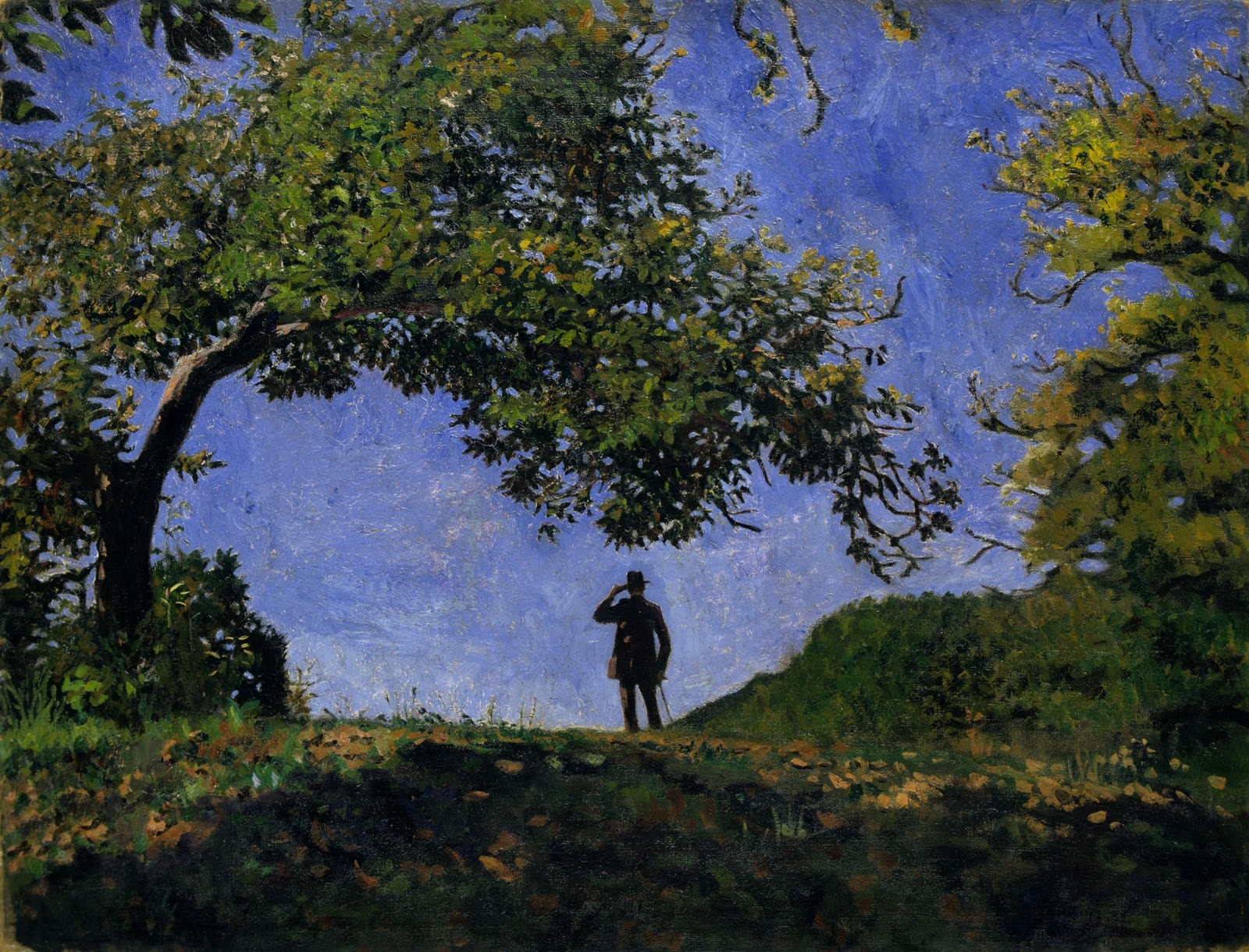
Op de heuveltop (1901)
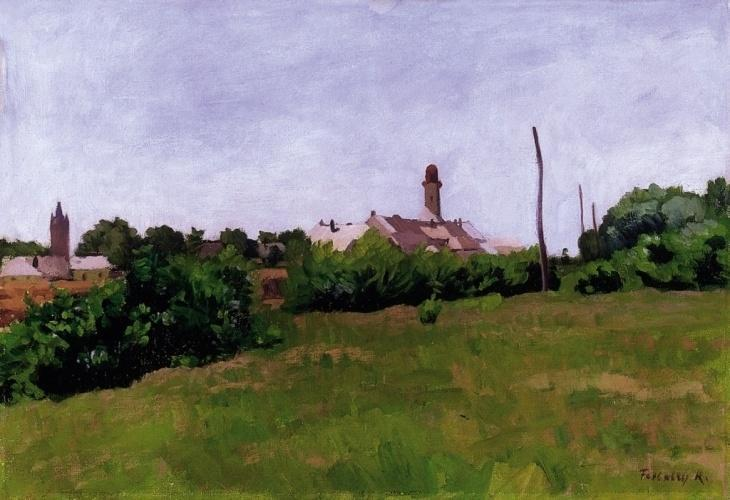
Nagybánya (z.j.)

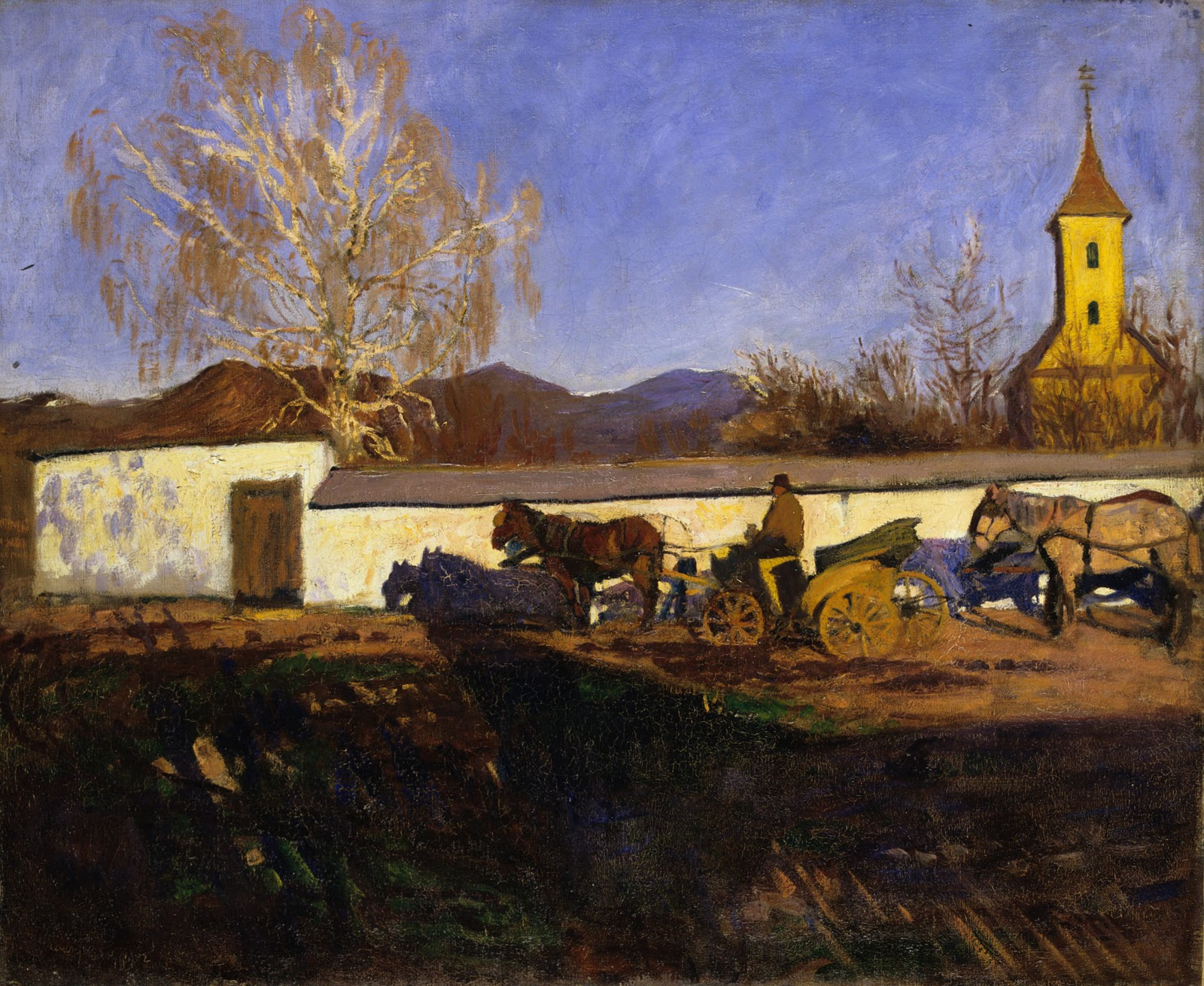
Avond in maart staartdetails in Nagybánya (1902)
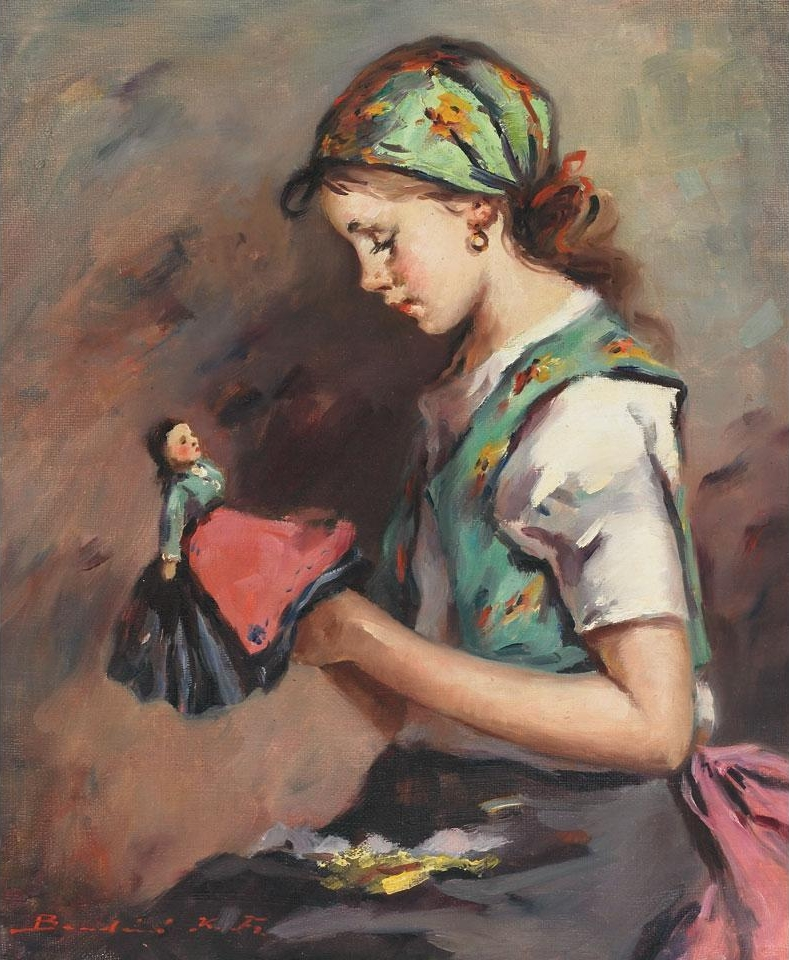
Meisje met pop (z.j.)
Oktober (1903)

- Izvora in de herfst
(1909)
- Jongens aan de waterkant
(1912)

#### Simon Hollósy (1857-1918)

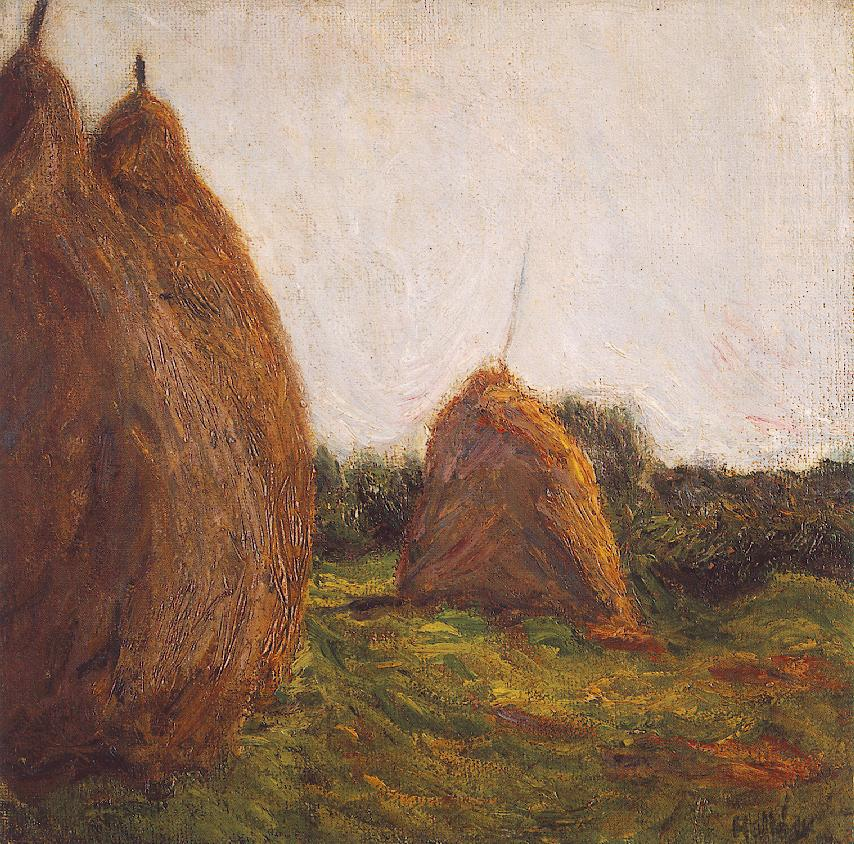
Hooioppers (1912)
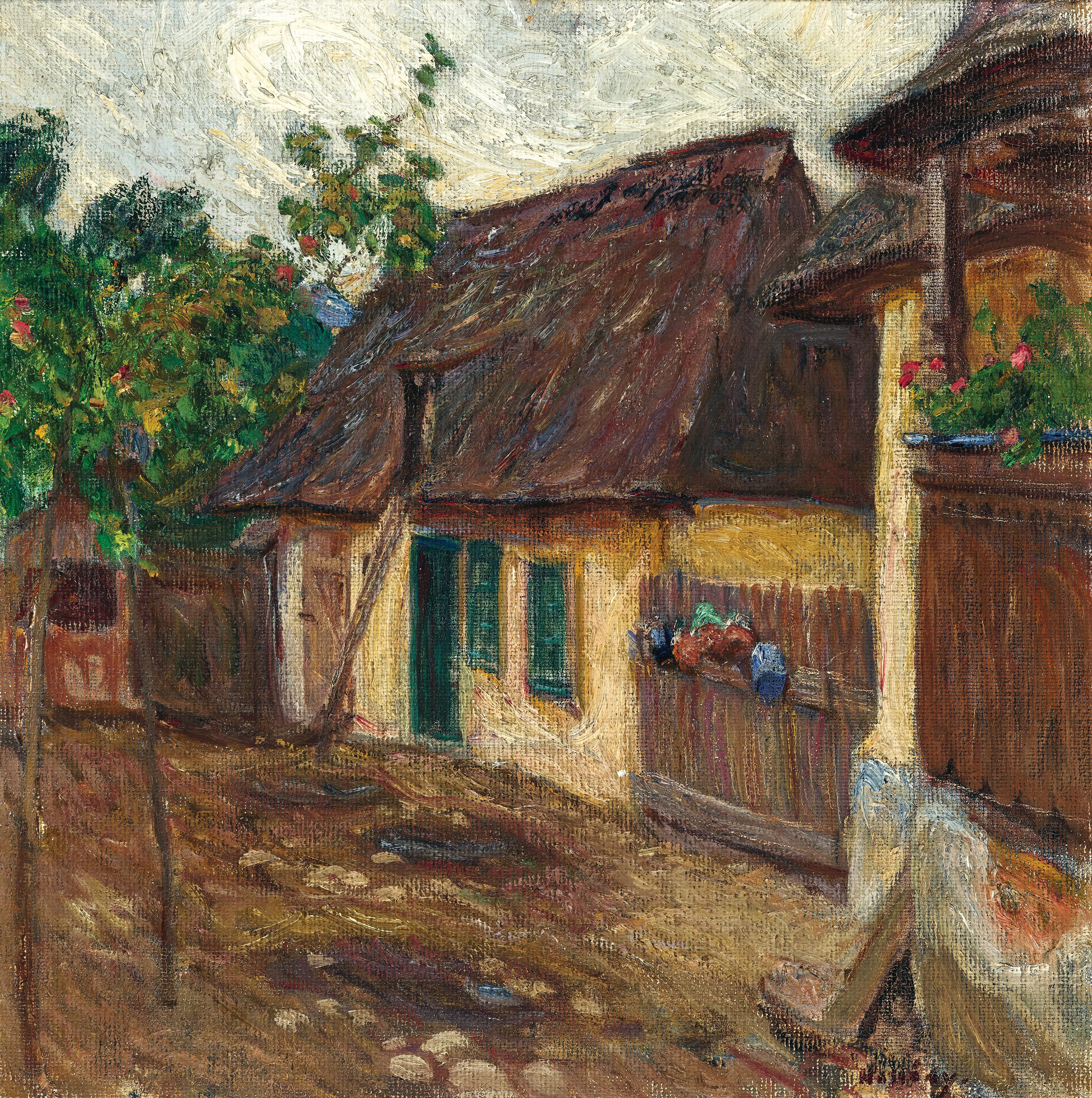
Boerenhhuisjes (voor 1918)

Simon Hollósy
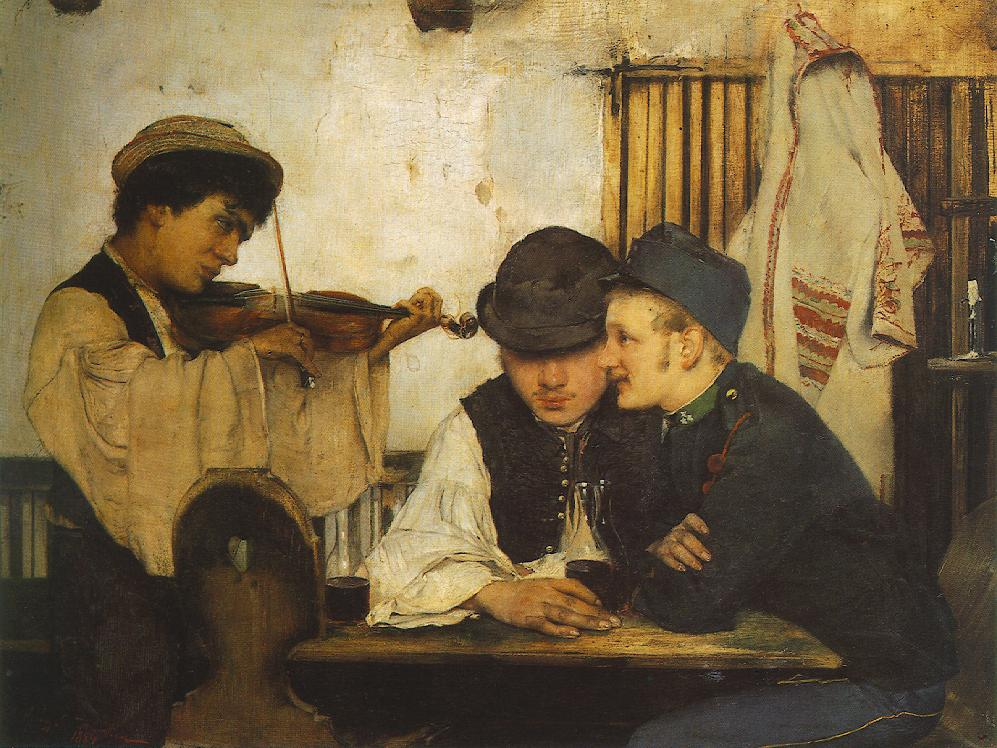
Goede wijn (1884)
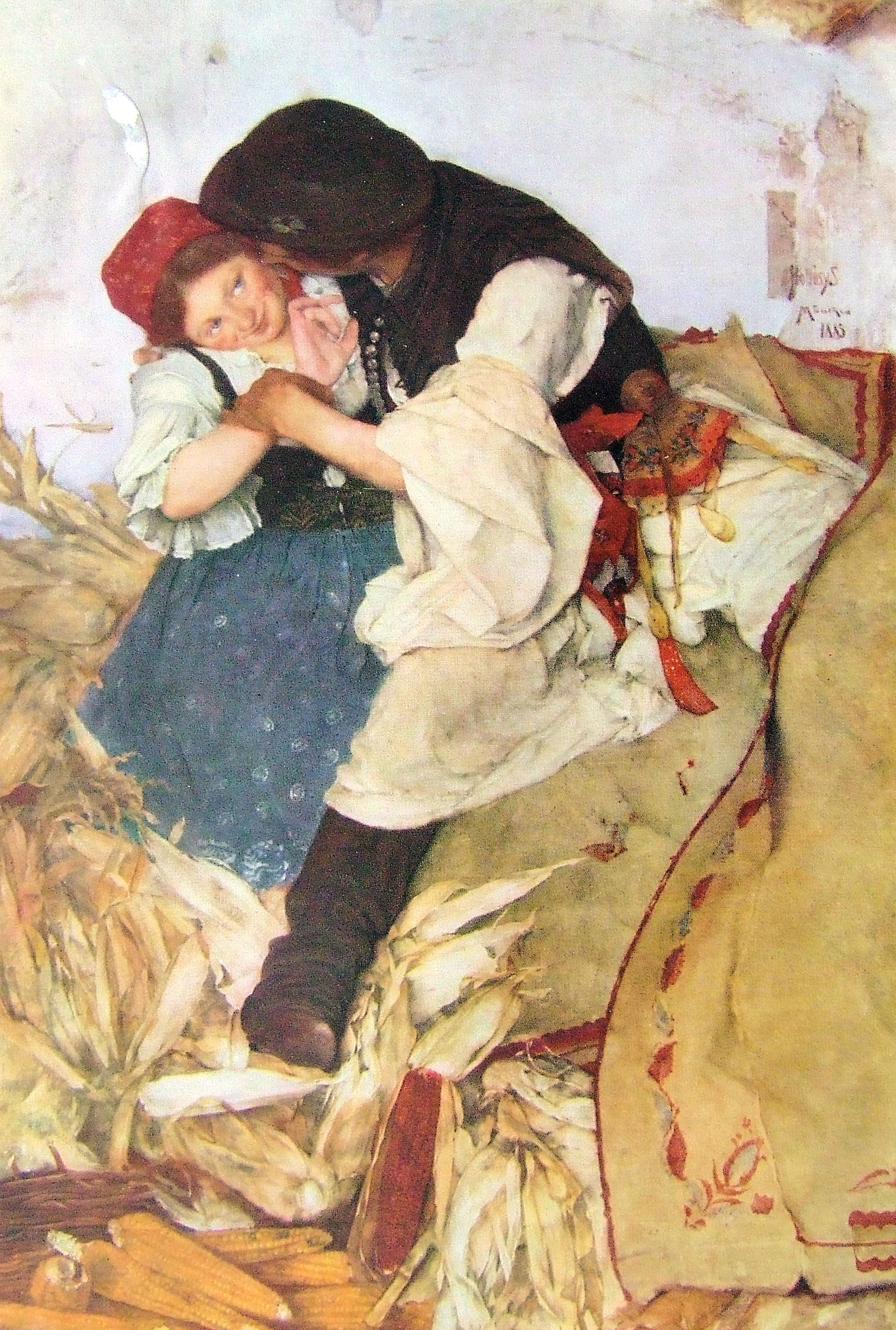
Maisoogst (1885)
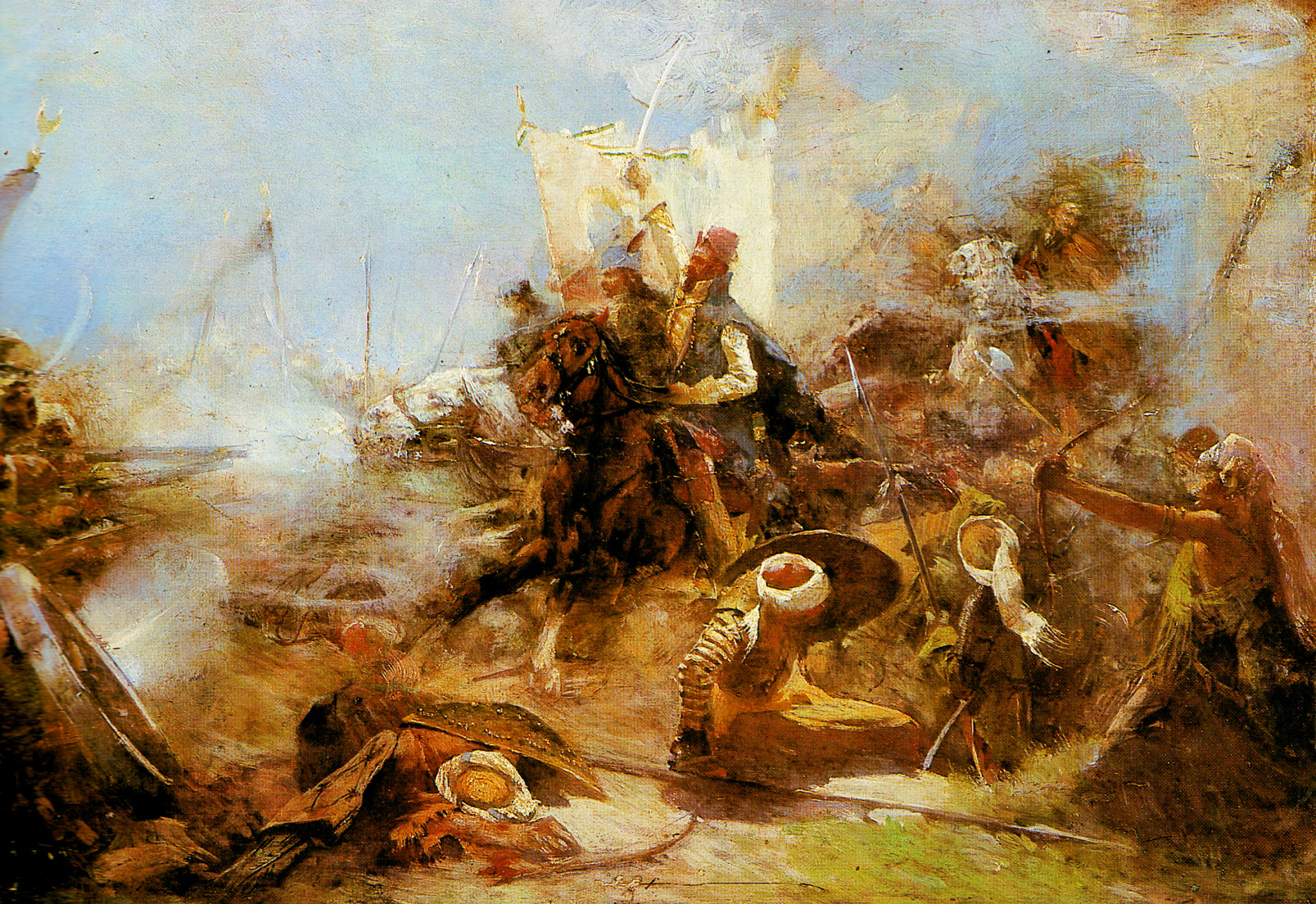
Zrínyi oproer (1896)

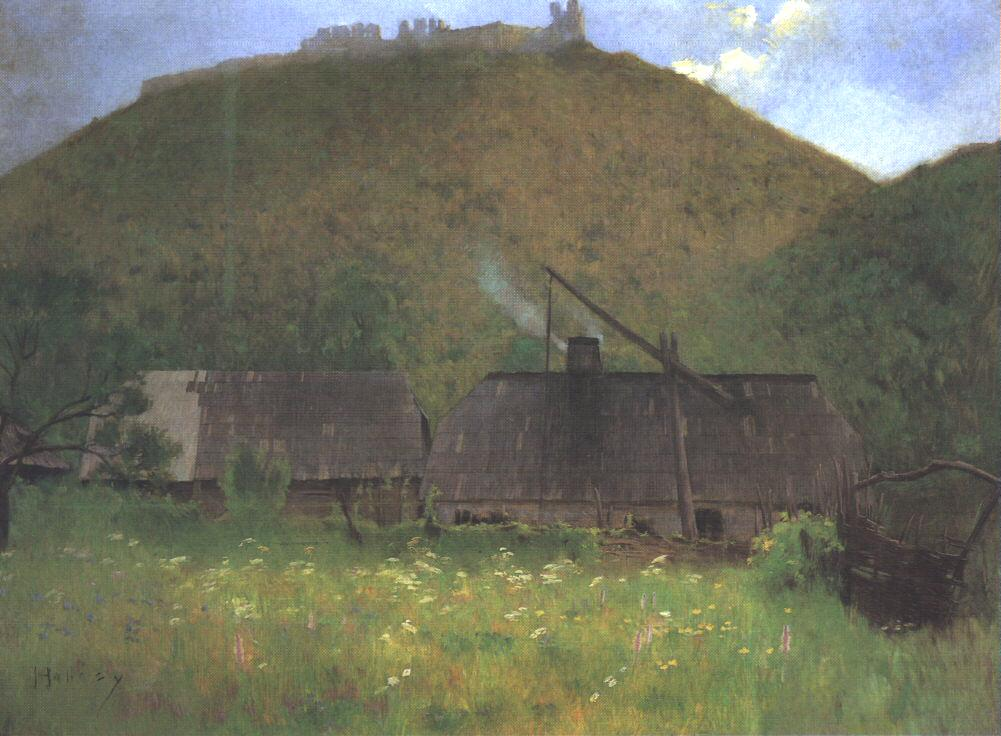
Kasteel van Huszt (1896)
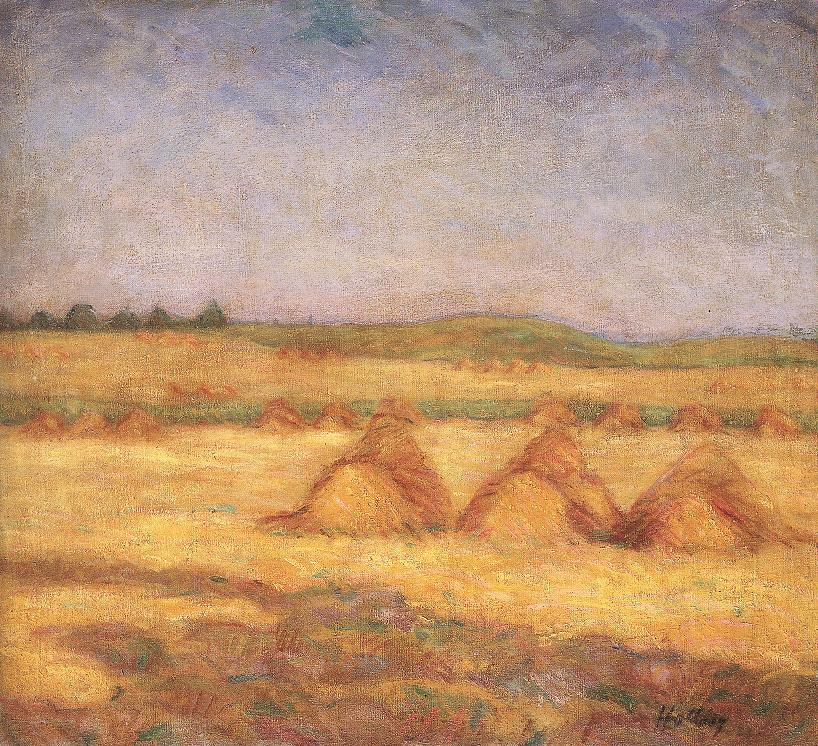
Na de oogst (1908)
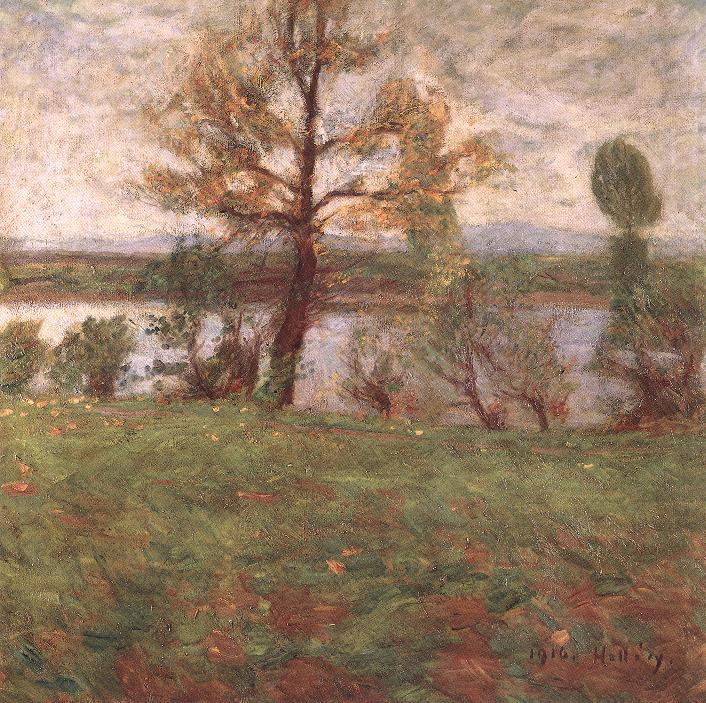
Voorjaarsstemming (Oever van de Tisza) (1912)

- Hooioppers
(1912)
- Boerenhhuisjes
(voor 1918)

#### Béla Iványi-Grünwald (1867-1940)

Béla Iványi-Grünwald
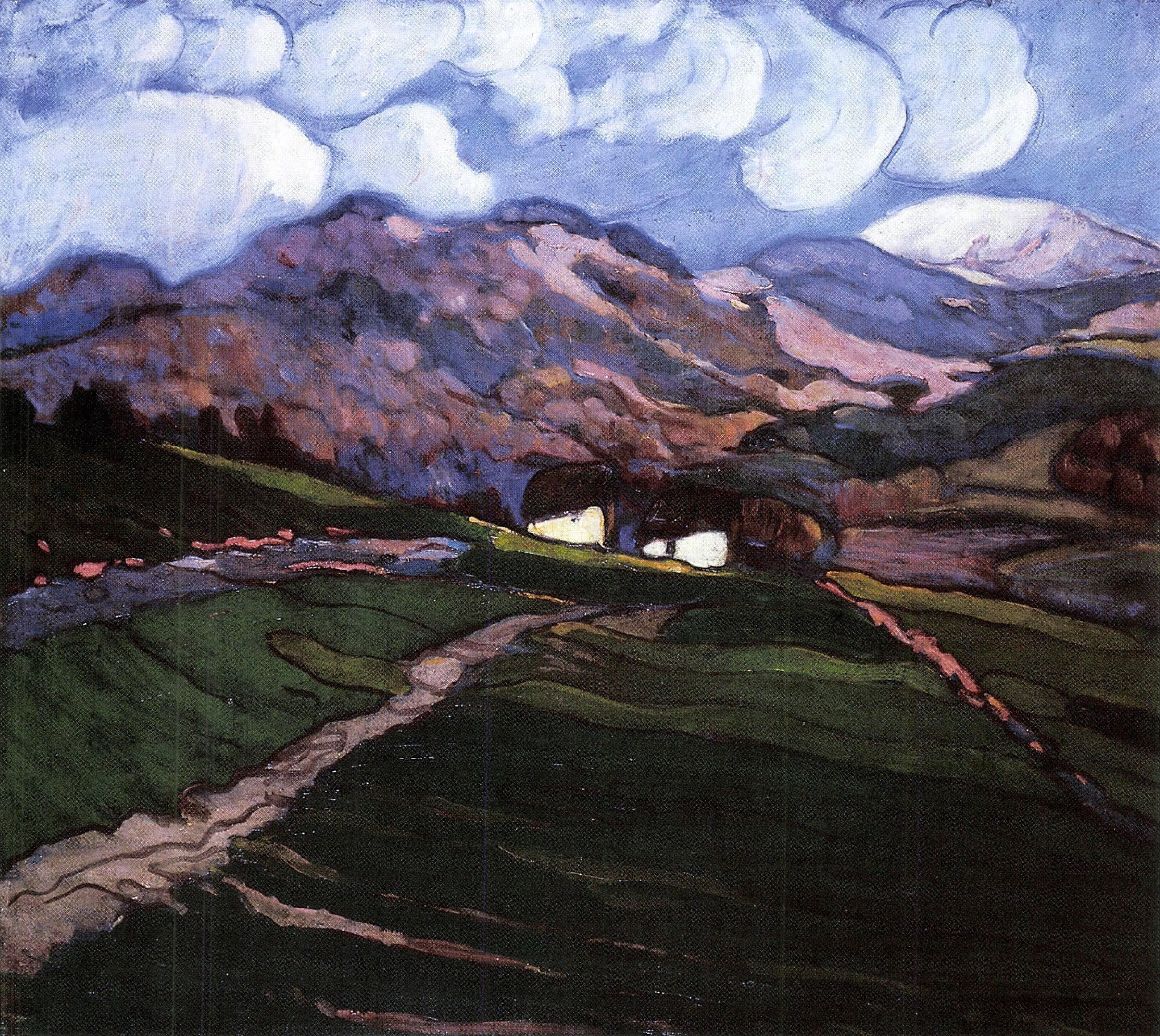
Nagybánya met de Gutin (1900)
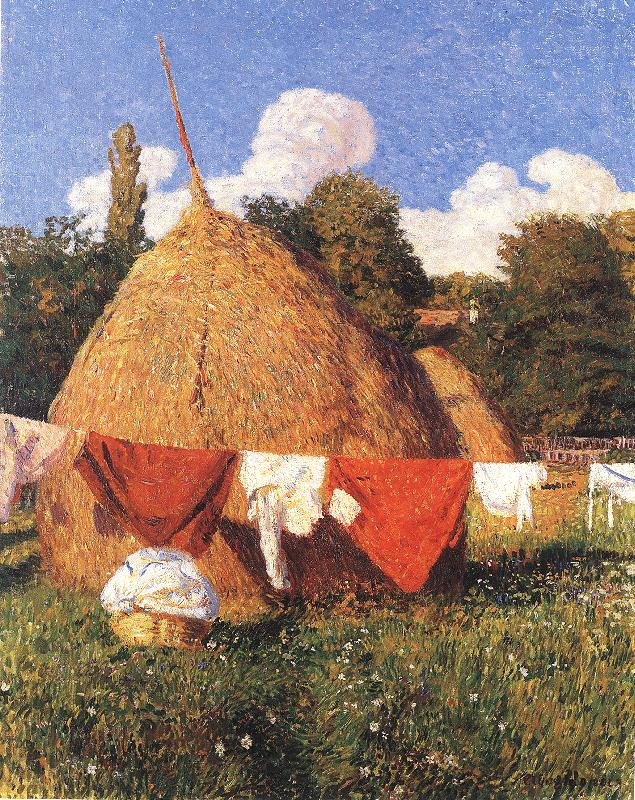
Kleren drogen (1903)
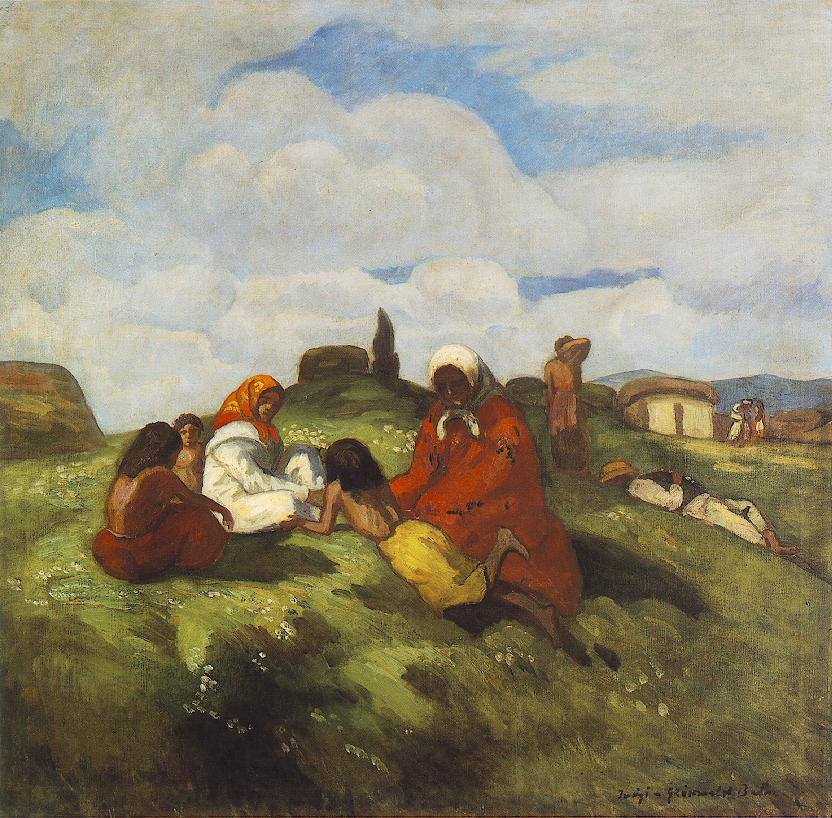
Zigeuners op het veld (ca. 1905)

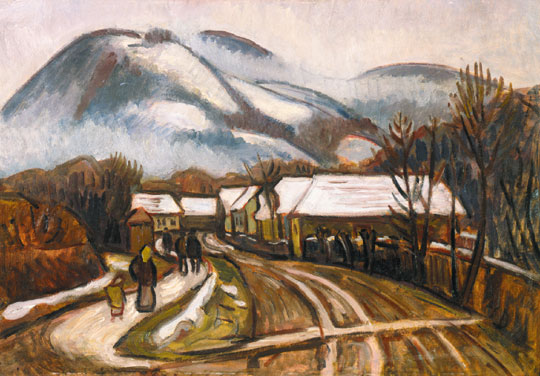
Landschap bij Nagybánya met Kruisheuvels (1910)
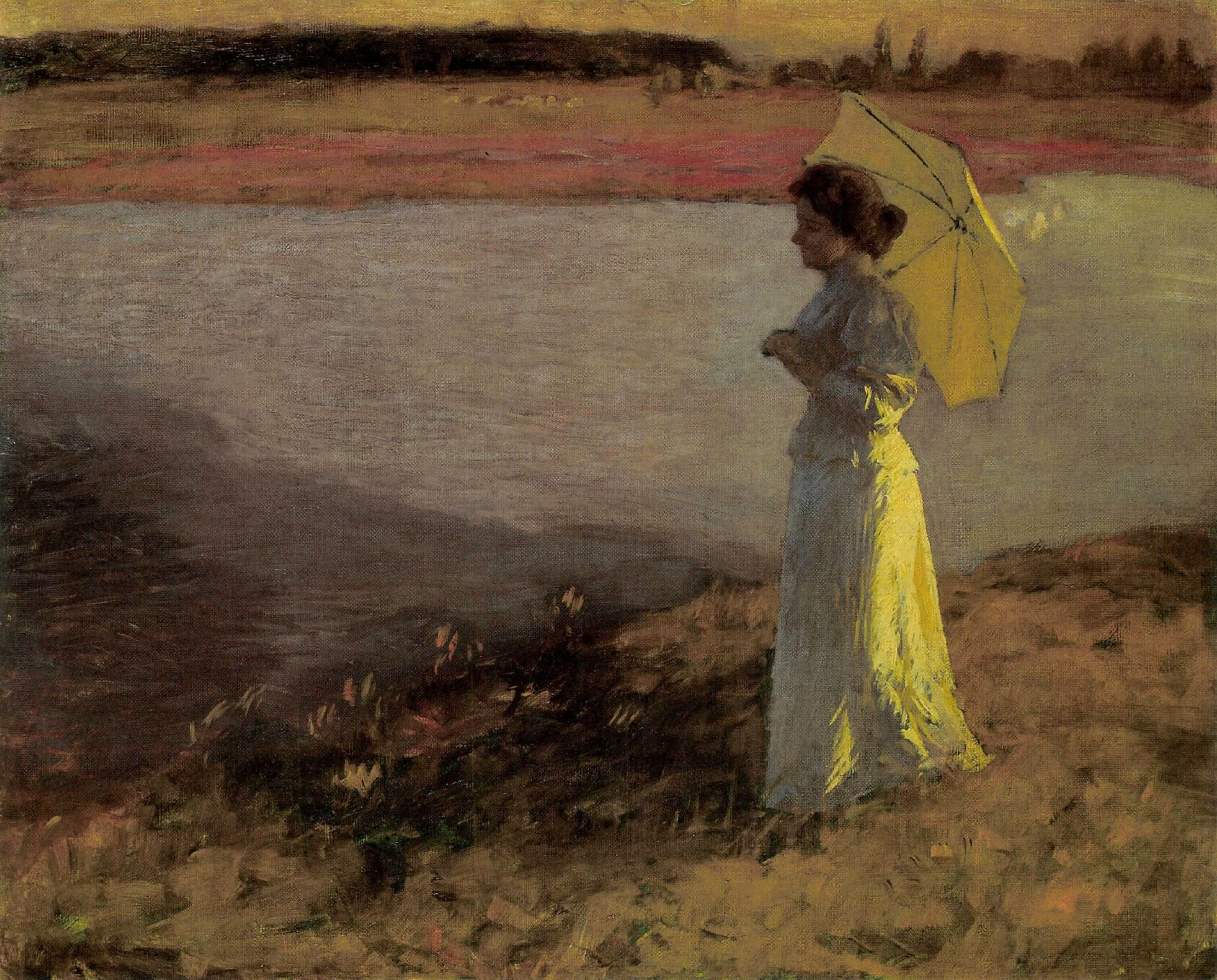
Vrouw aan het water (z.j.)
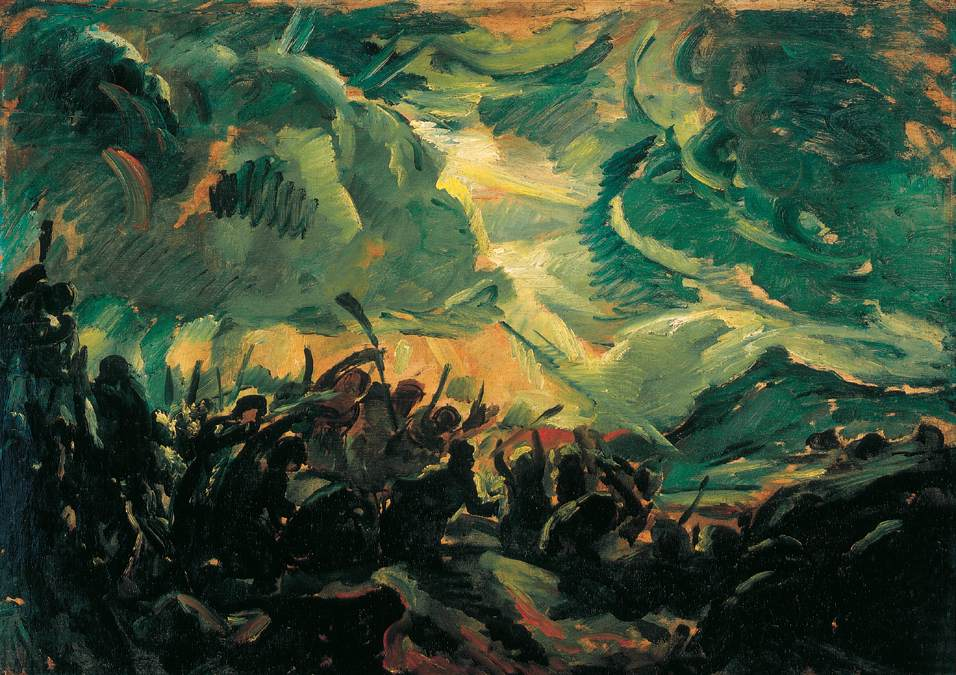
Oorlog (z.j.)

#### István Réti (1872-1945)

István Réti
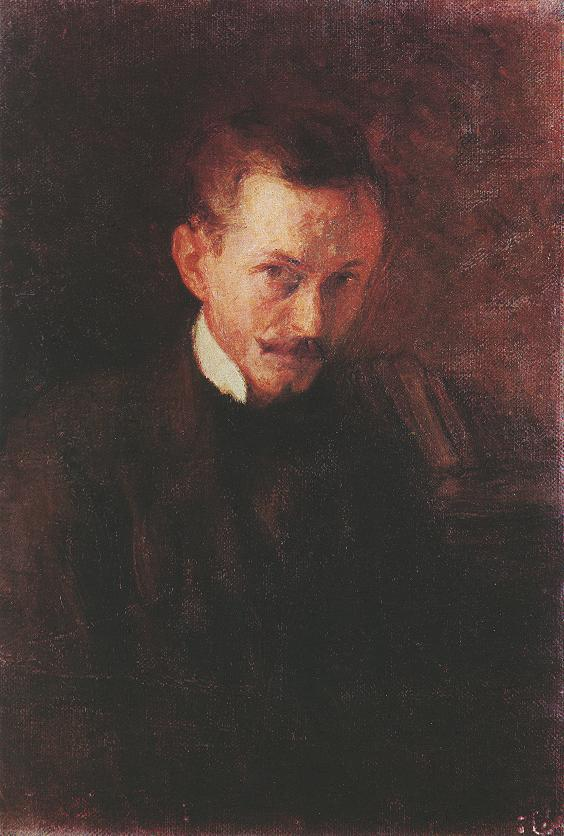
Zelfportret (1893)
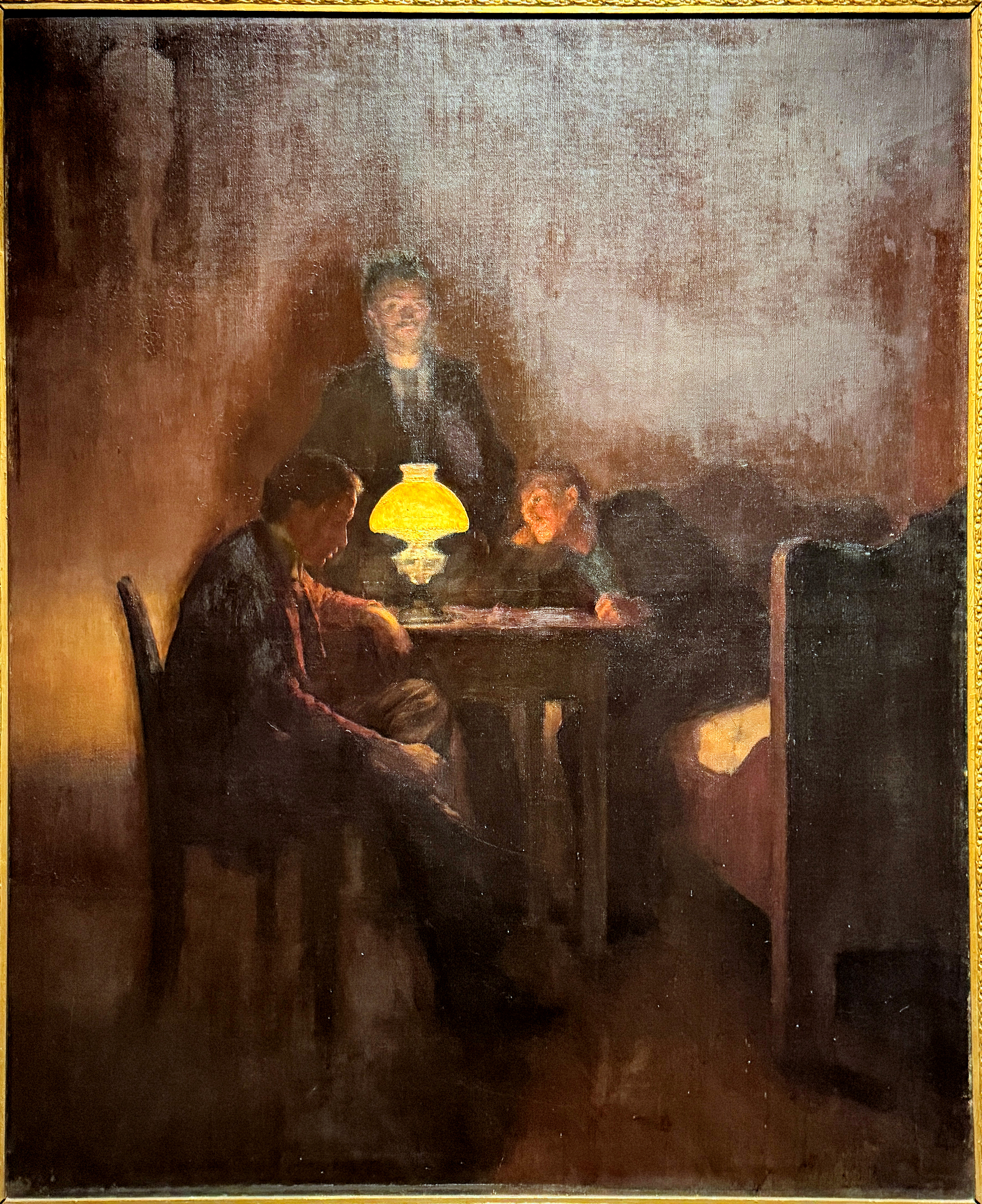
Bohemiens ver van huis op kerstavond (1893)
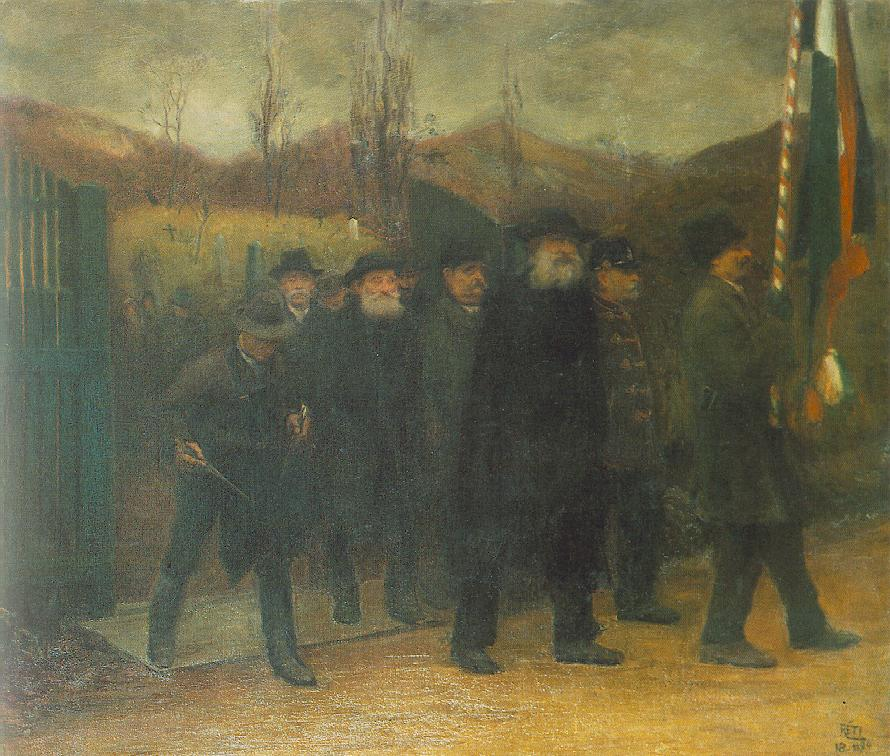
Begrafenis van de wacht (1899)

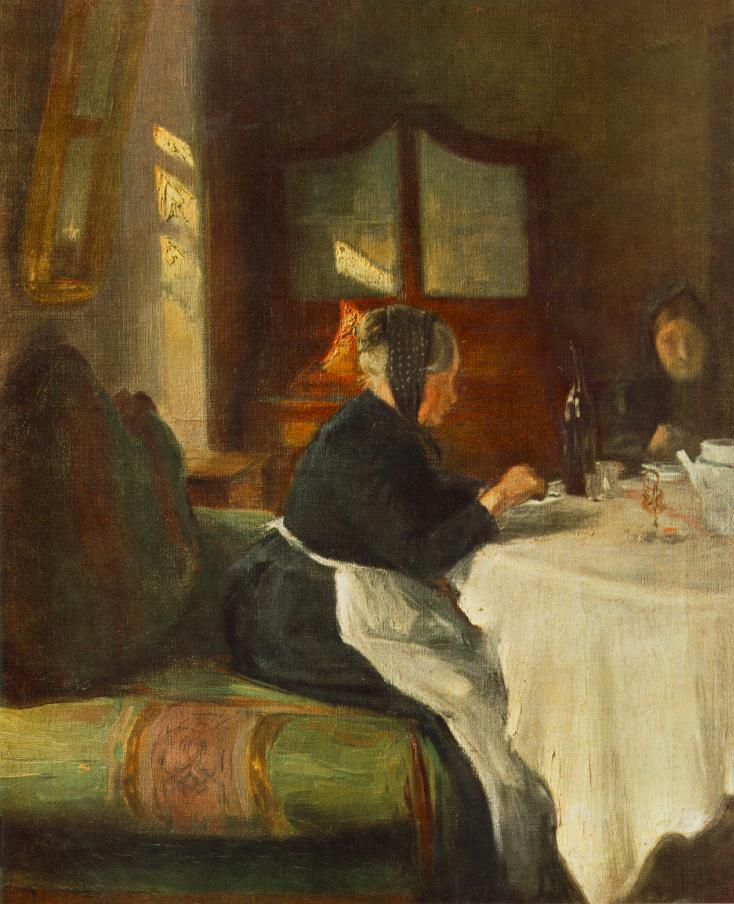
Oude vrouw (1900)
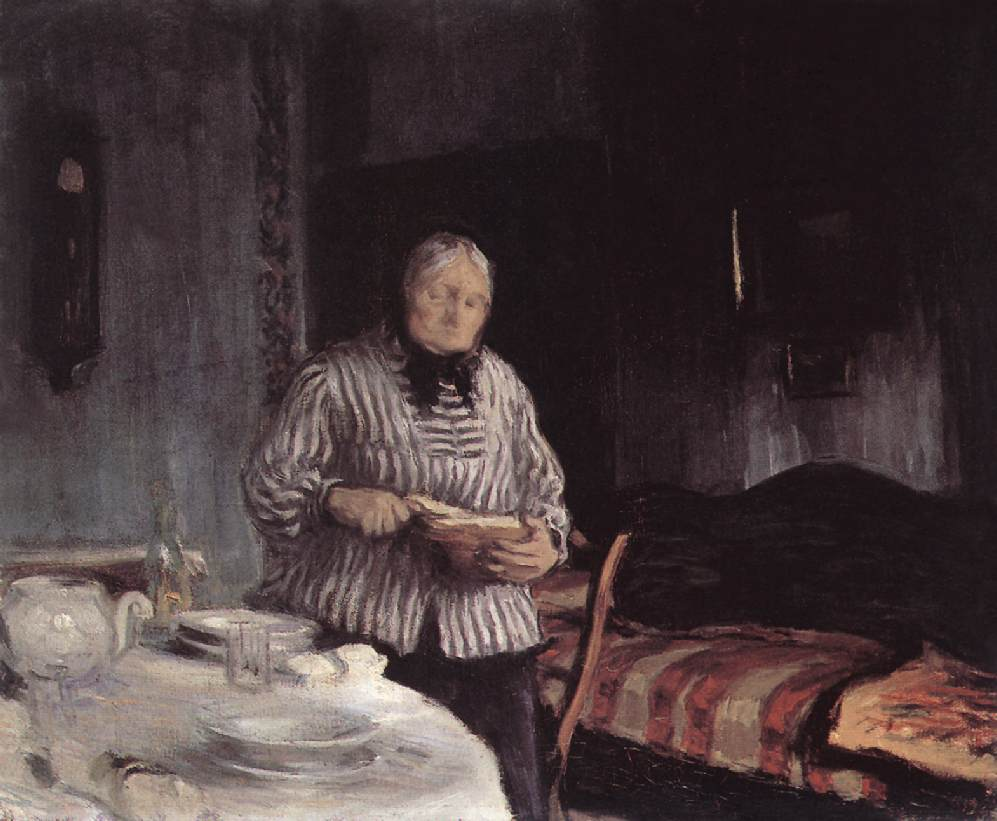
Slicing the bread (1918)

#### János Thorma (1870-1937)

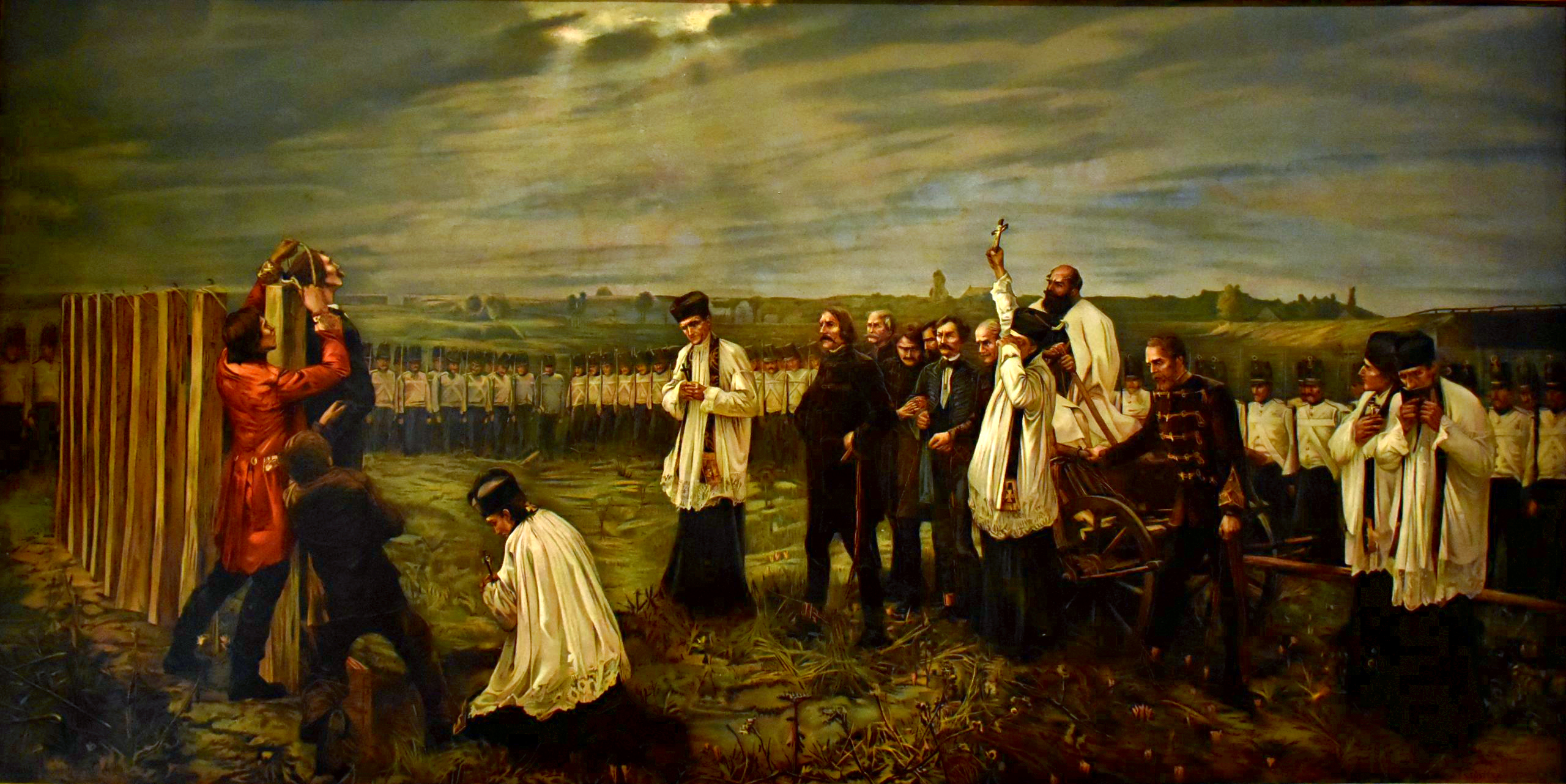
Martelaren van Arad (6 oktober)
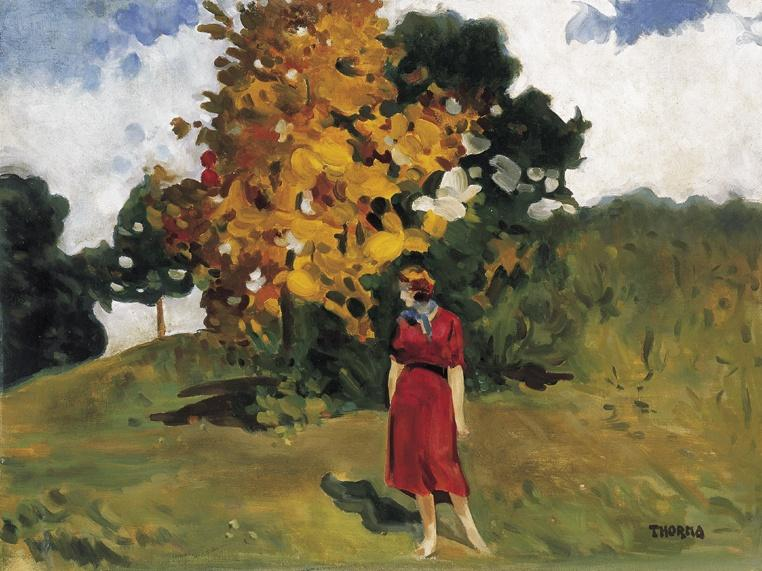
Herfst in Nagybánya (z.j.)

János Thorma
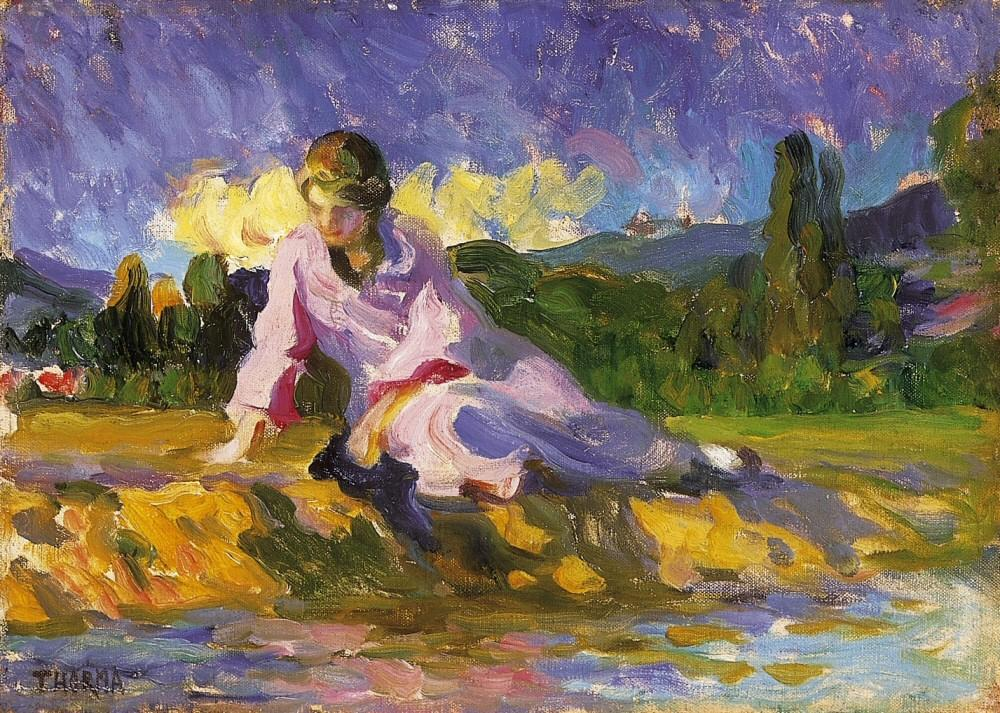
Vrouw in roze kleed bij de rivier (z.j.)
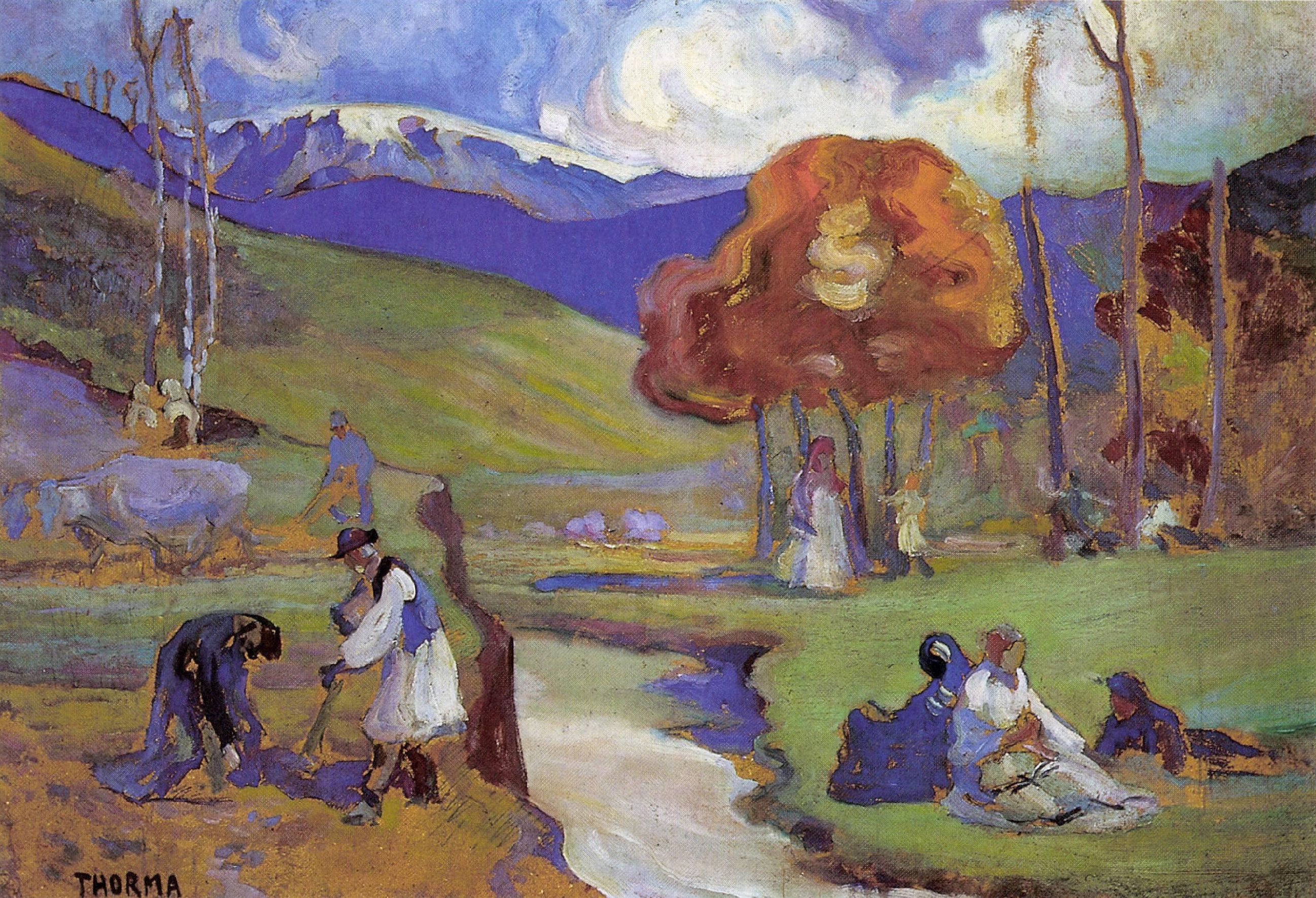
Herfst (jaren 1920)
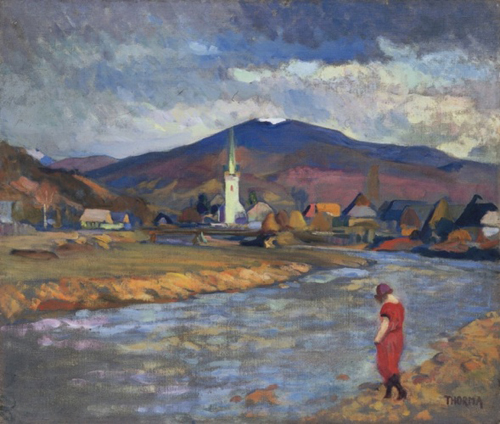
Voorjaar in Nagybánya (jaren 1930)

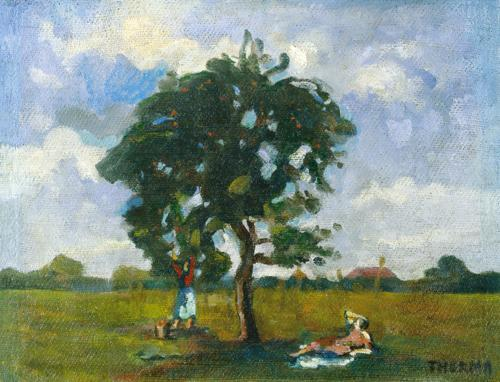
Appels plukken (z.j.)
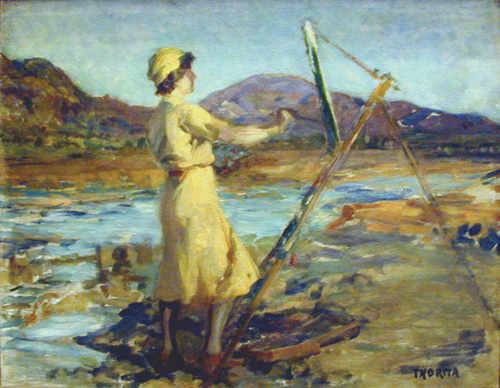
Schilderes (1934)
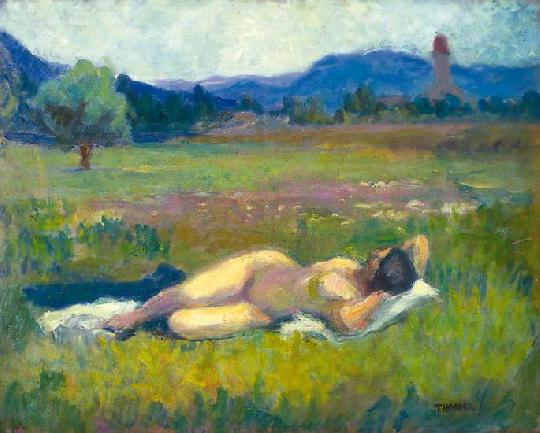
Liggende vrouw (z.j.)

- Martelaren van Arad
(6 oktober)
- Herfst in Nagybánya
(z.j.)

### Eerste generatie
Tot de eerste generatie zelfstandig exposerende schilders behoorden István Csók, József Faragó, Béla Horthy, Oszkár Glatz en Sándor Nyilasy.

Diverse portretten
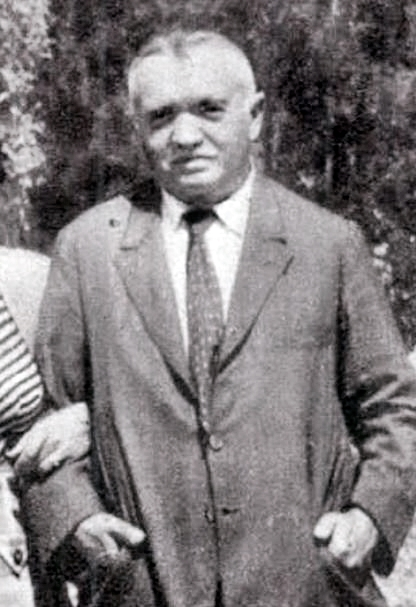
István Csók in de zomer van 1936
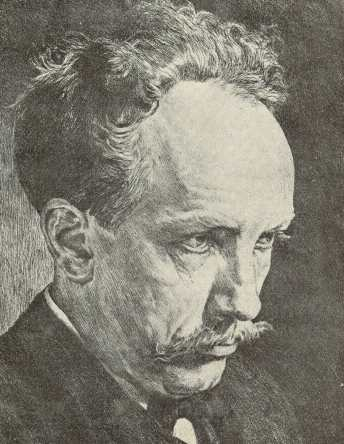
József Faragó zelfportet (1905)
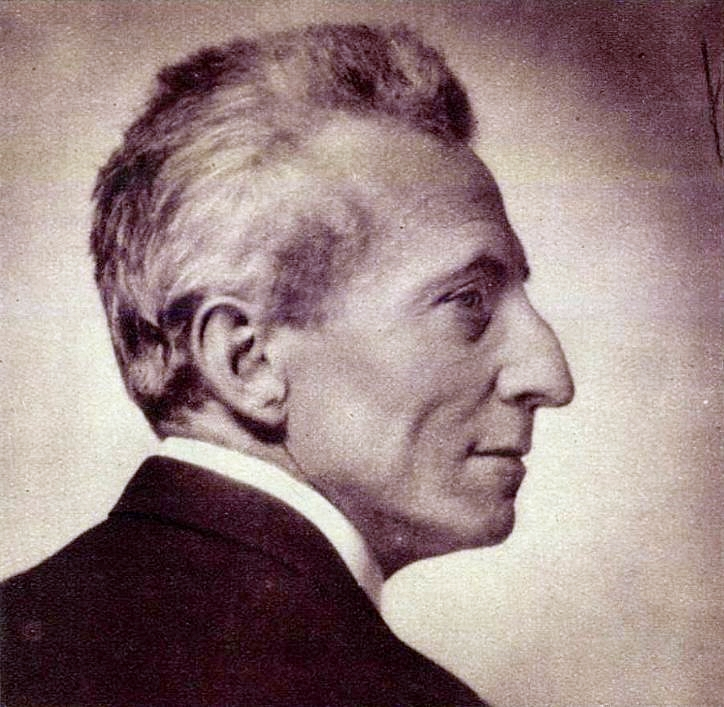
Oszkár Glatz door Székely Aladár (1933)
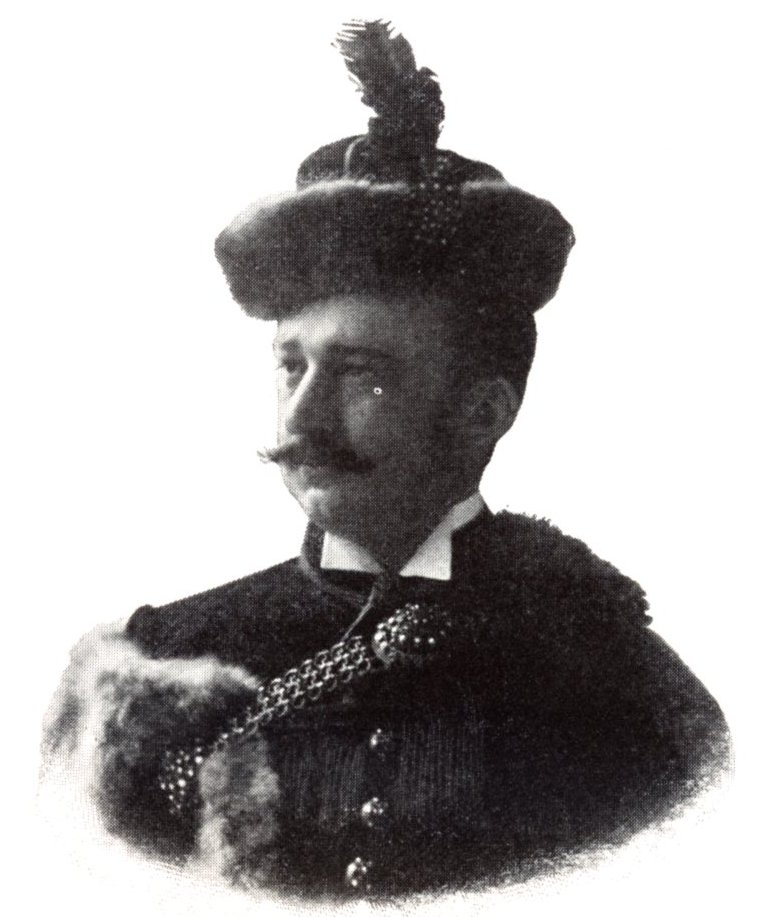
Béla Horthy, schilder en politicus

#### Sándor Nyilasy (1873-1934)

Sándor Nyilasy
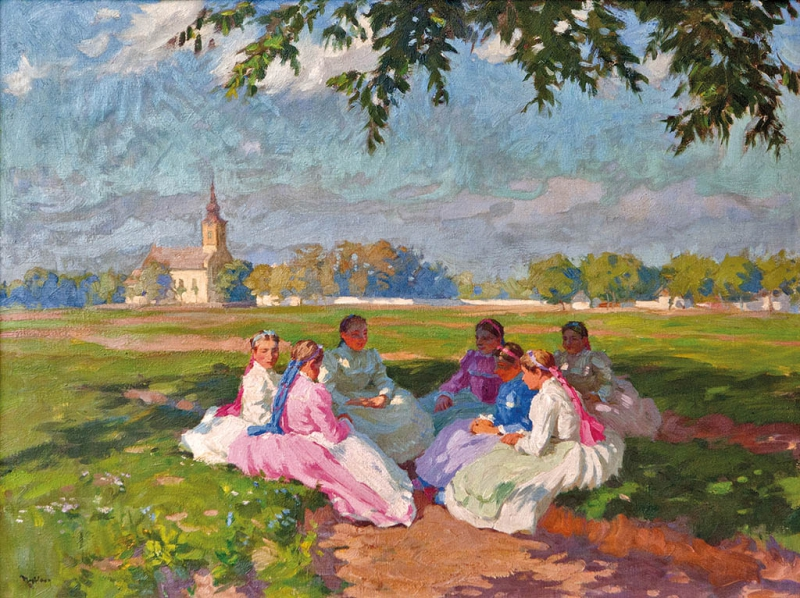
Meisjes in de zon
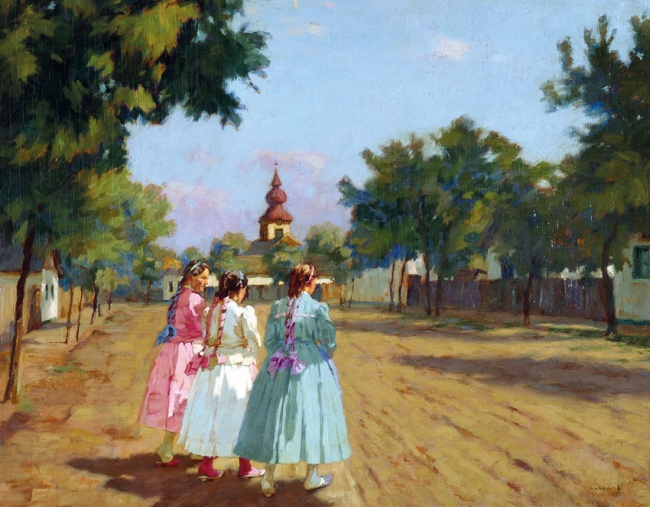
Meisjes van Tápé
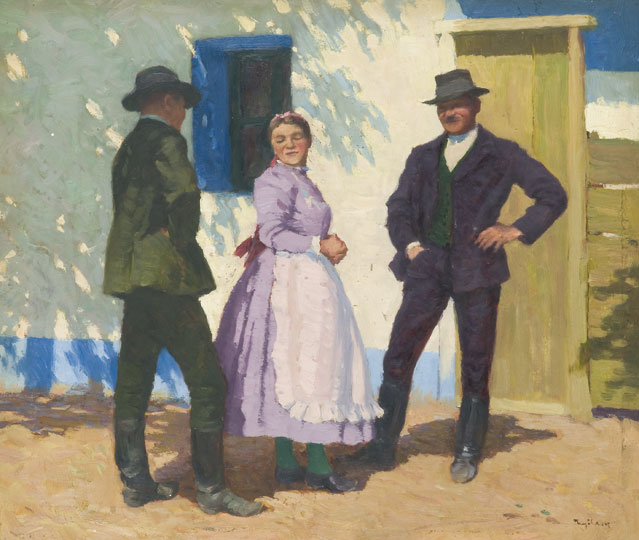
Pestkoppen
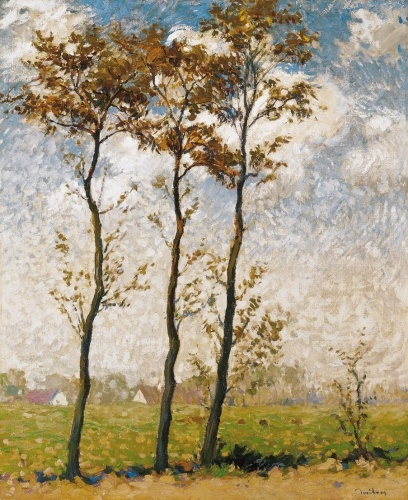
Lente

### Tweede  generatie
Tot de tweede generatie kunstenaars behoorden Jenő Maticska, Samu Börtsök, Sándor Galimberti, András Mikola, Valér Ferenczy, Béni Ferenczy, Noémi Ferenczy, Péter Rátz, János Krizsán, Sándor Ziffer, Vilmos Perlrott-Csaba en Géza Bornemisza.

#### Tibor Boromisza (1880-1960)

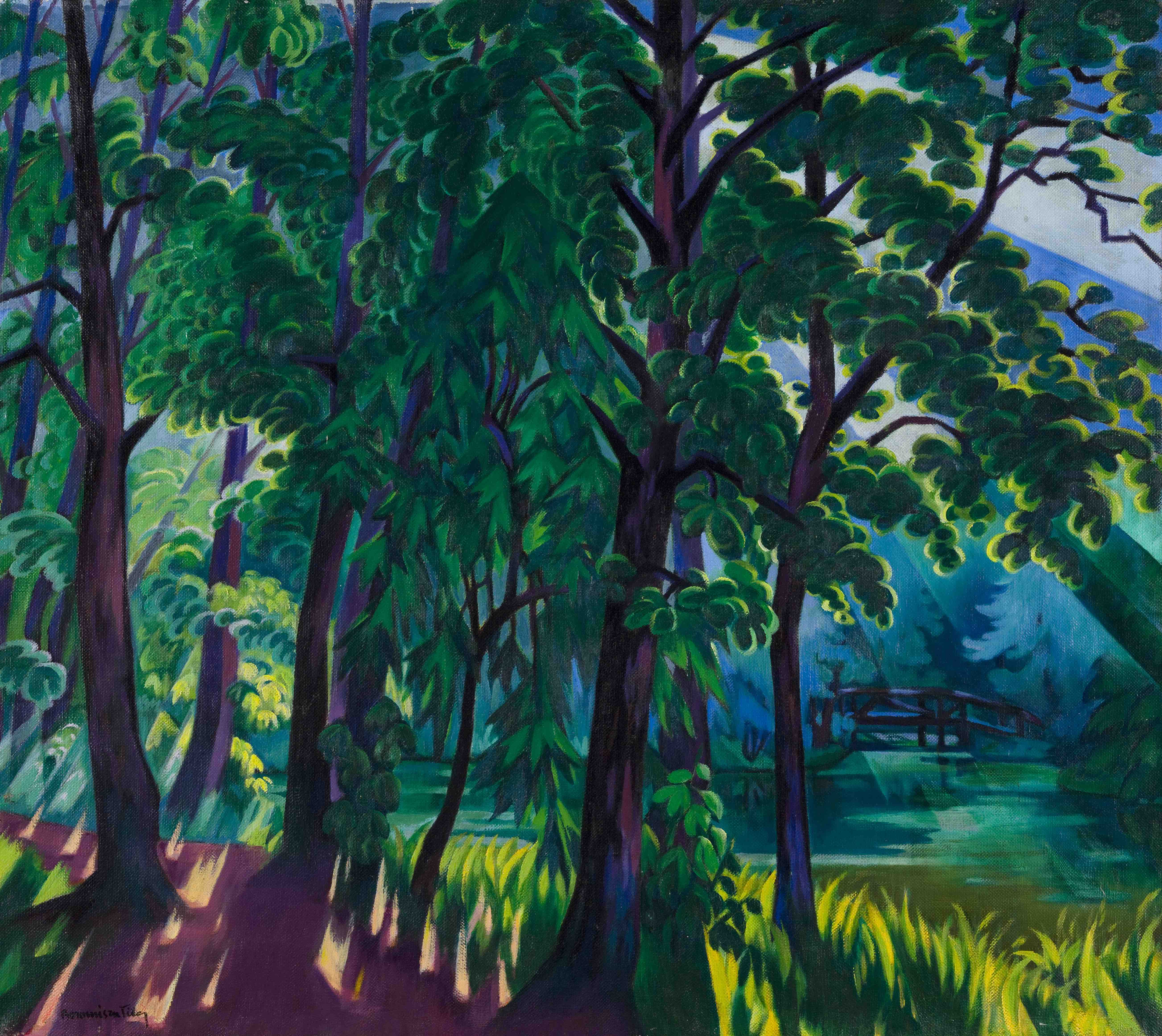
Park in Satu Mare (1917)
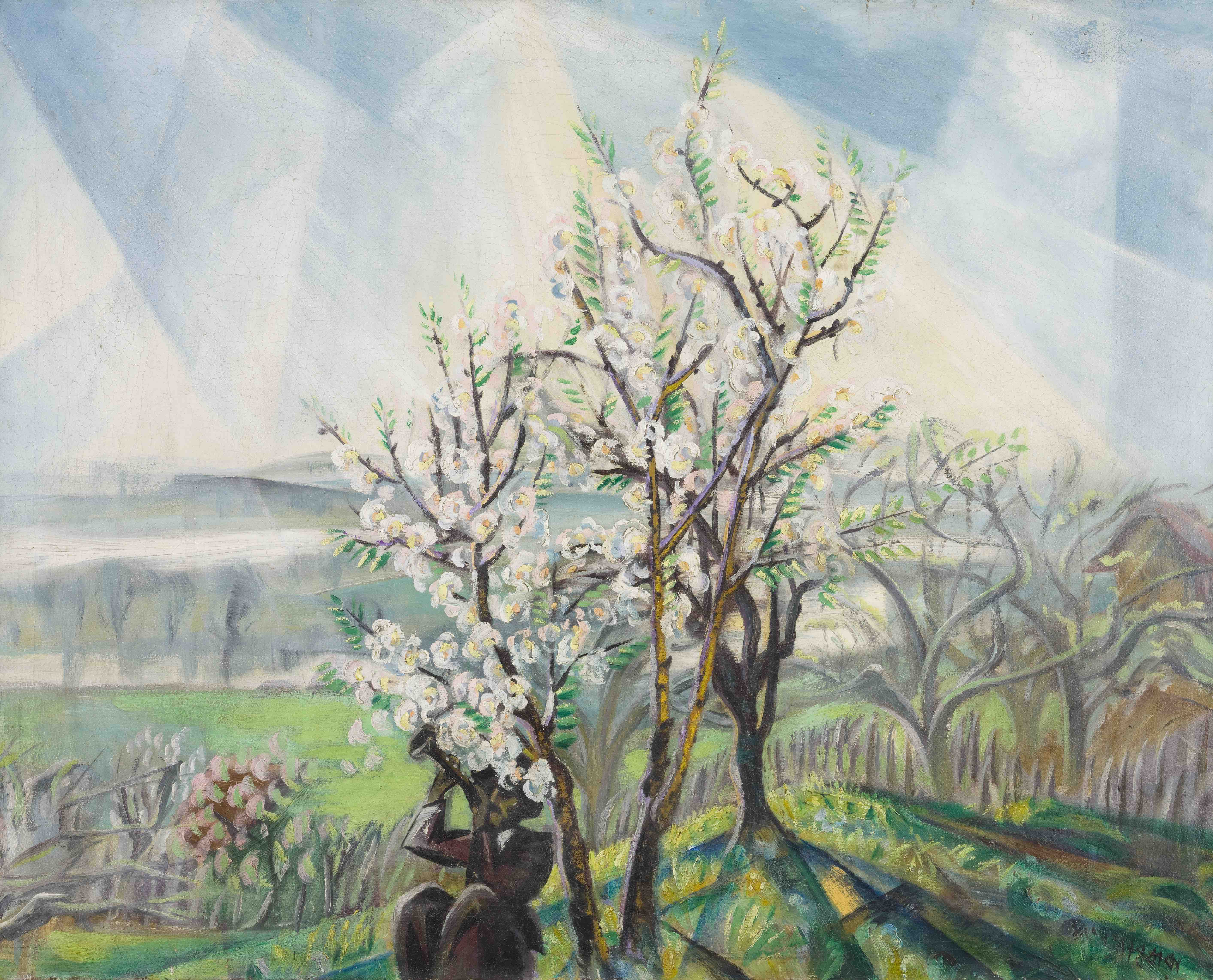
Vroeg voorjaar bij Szentendre (1925)
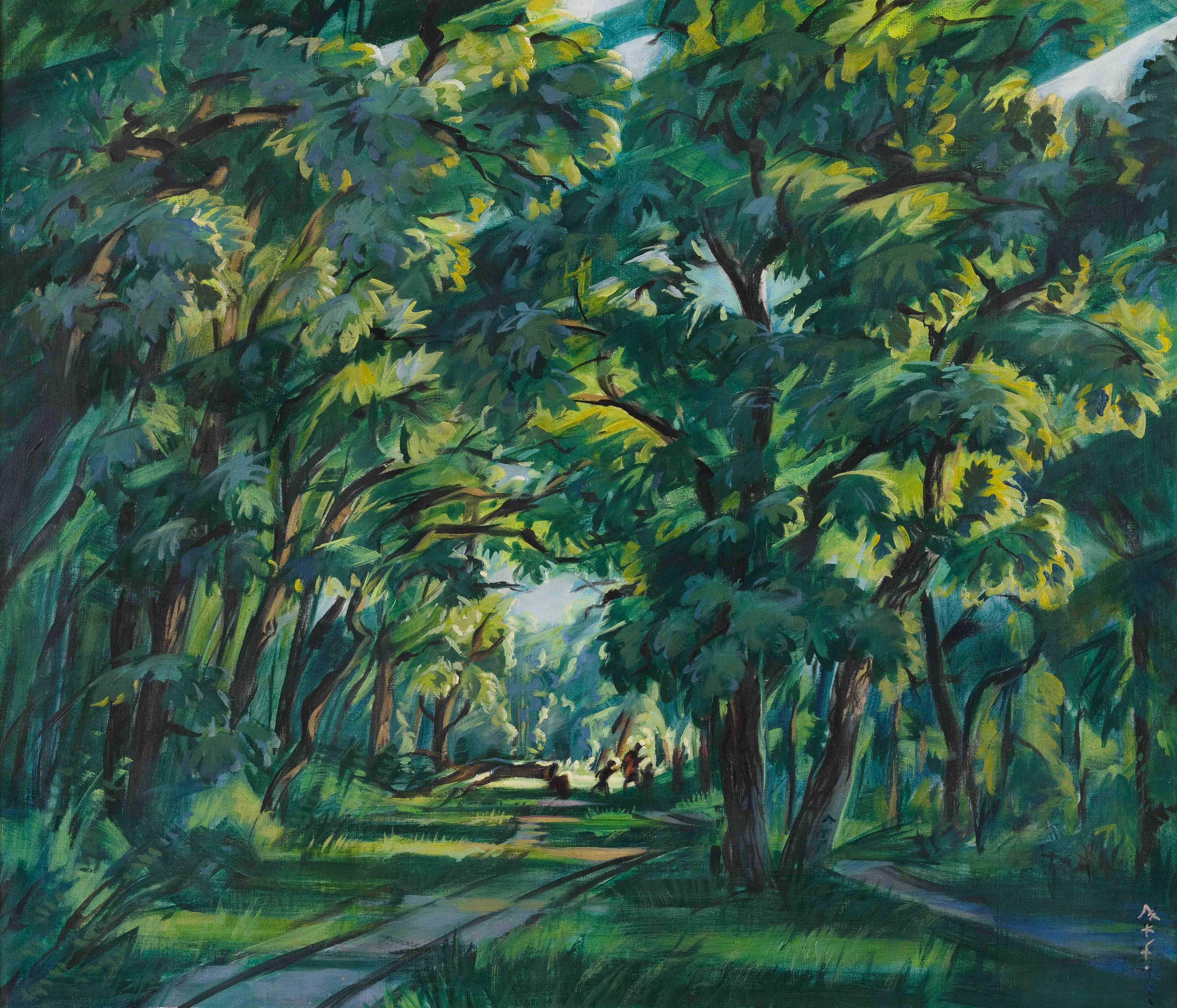
Stadspark in Debrecen (1927)

Tibor Boromisza
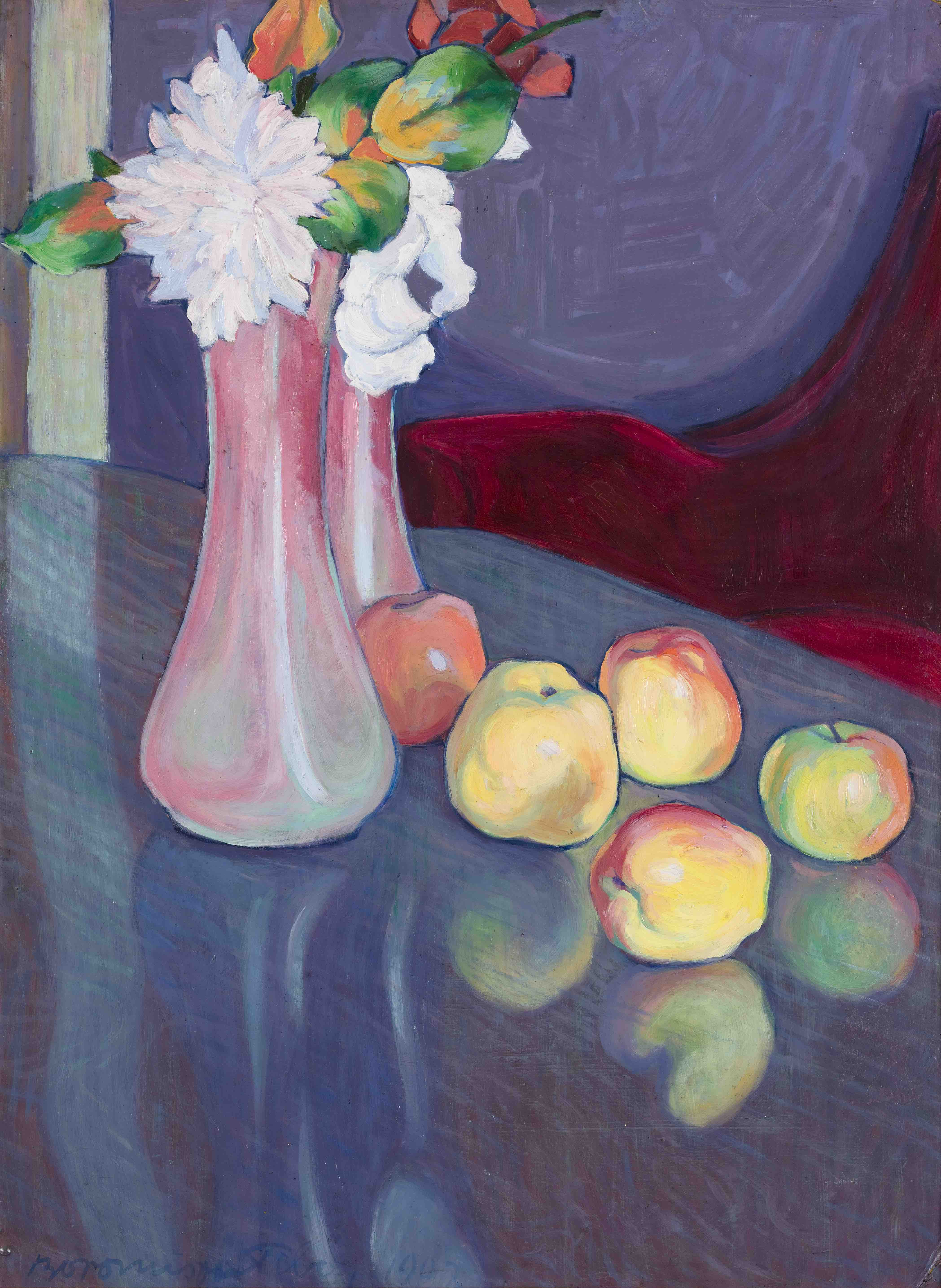
Appels en rozen (1907)
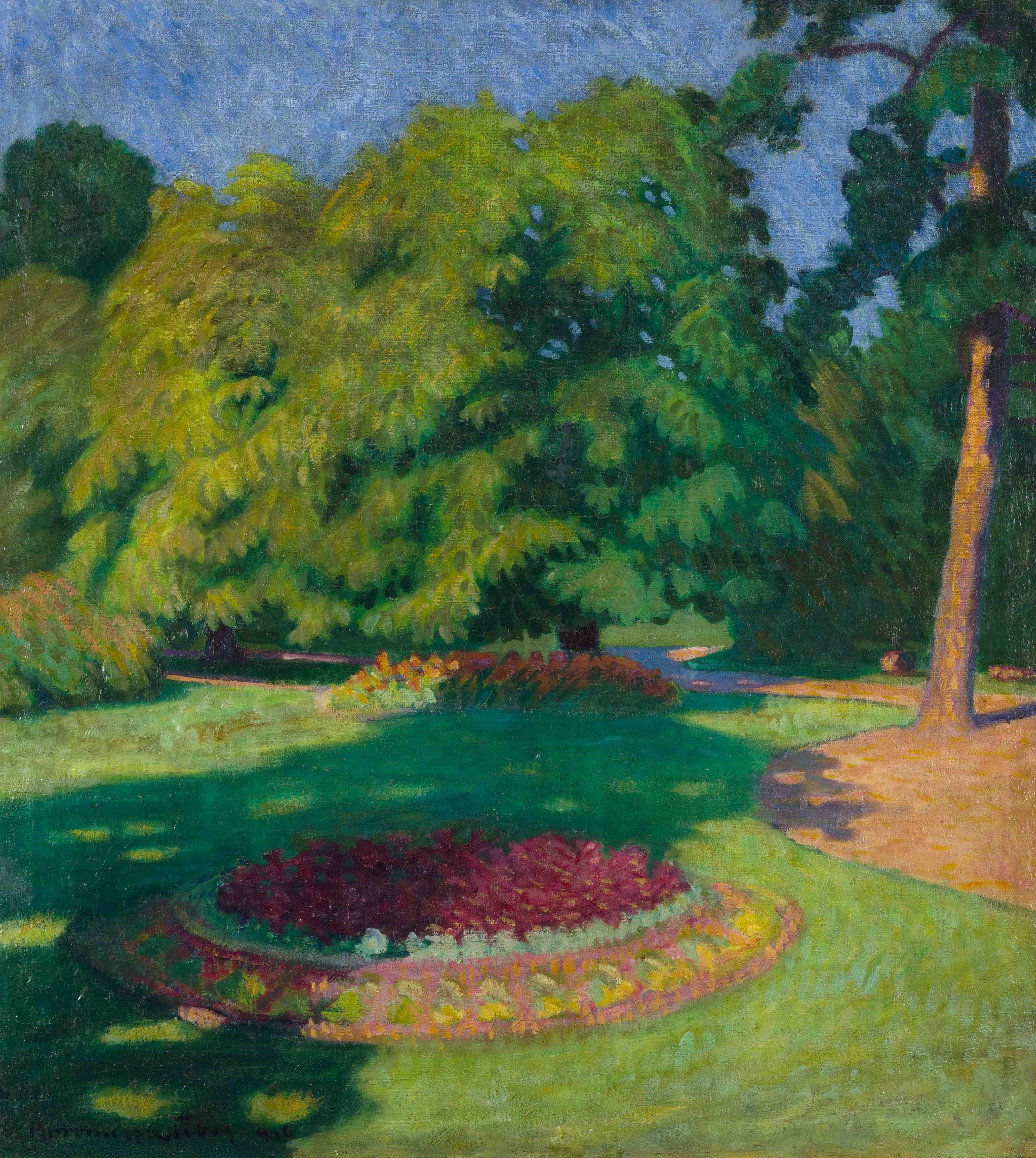
Stadstuin in Nagybánya (1906)
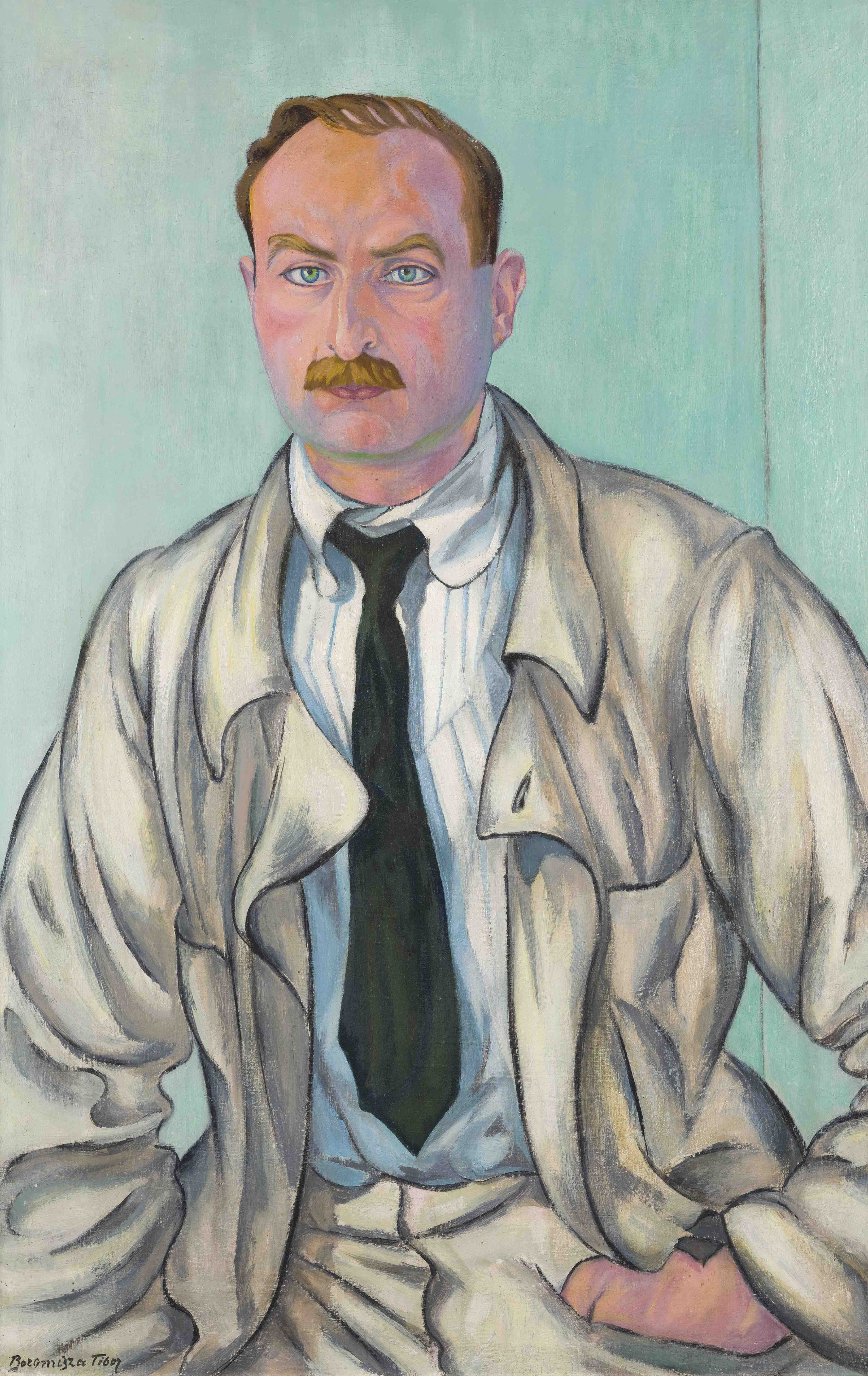
Portret van Dr. Henrik Szőllős (1920)

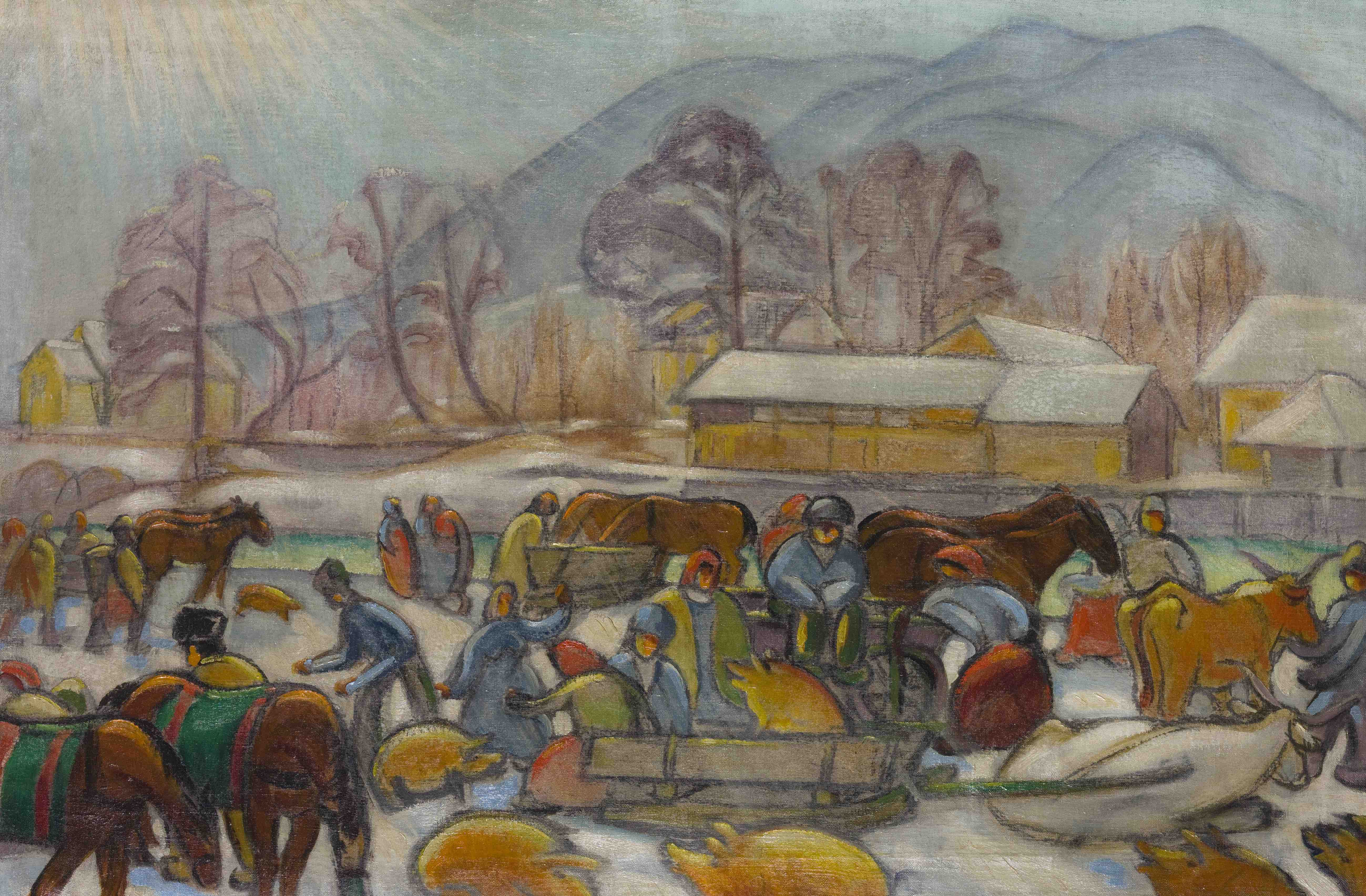
Winterzon op de markt in Nagybánya (1913)
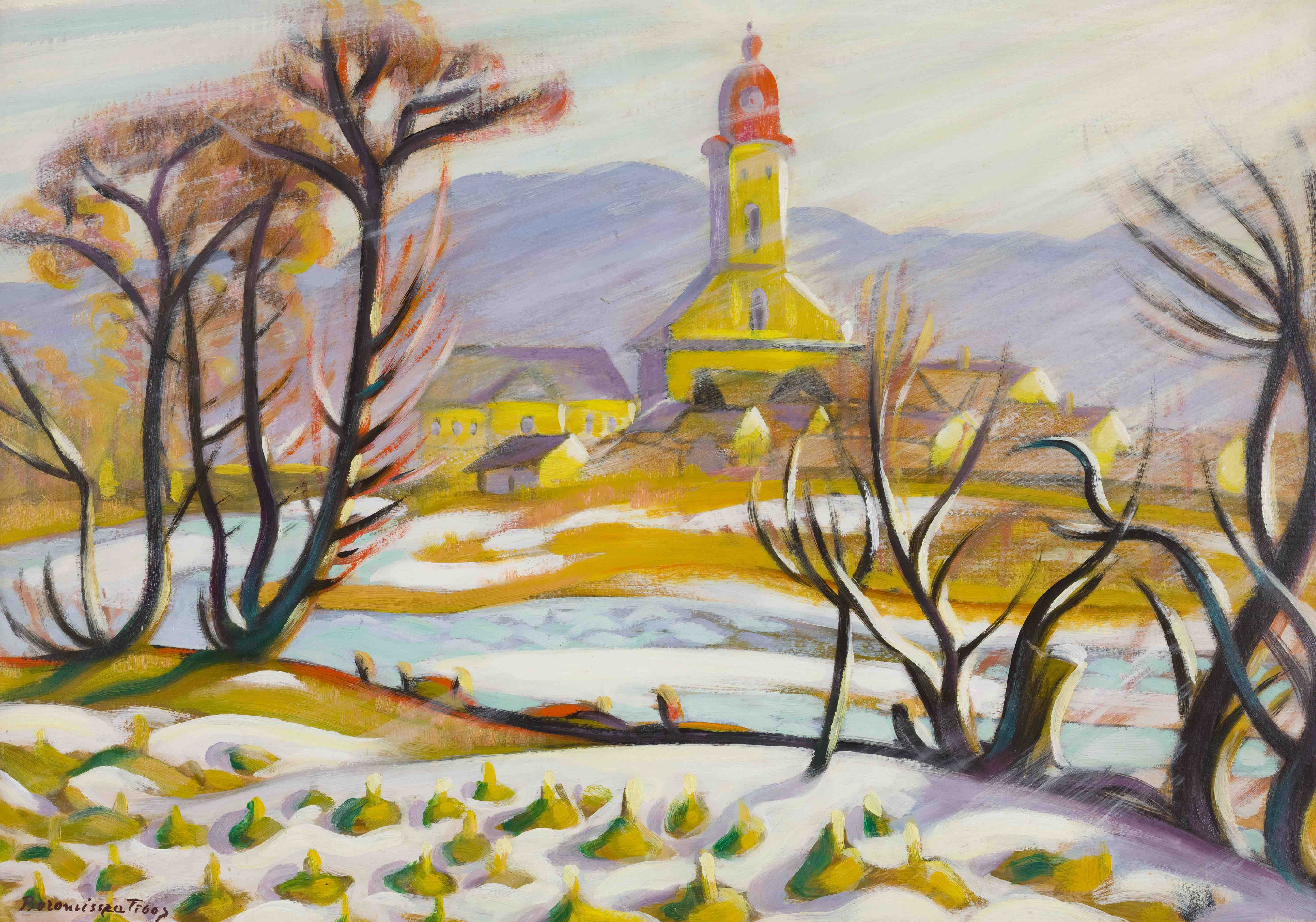
Zonneschijn bij het invallen van de dooi (1913)
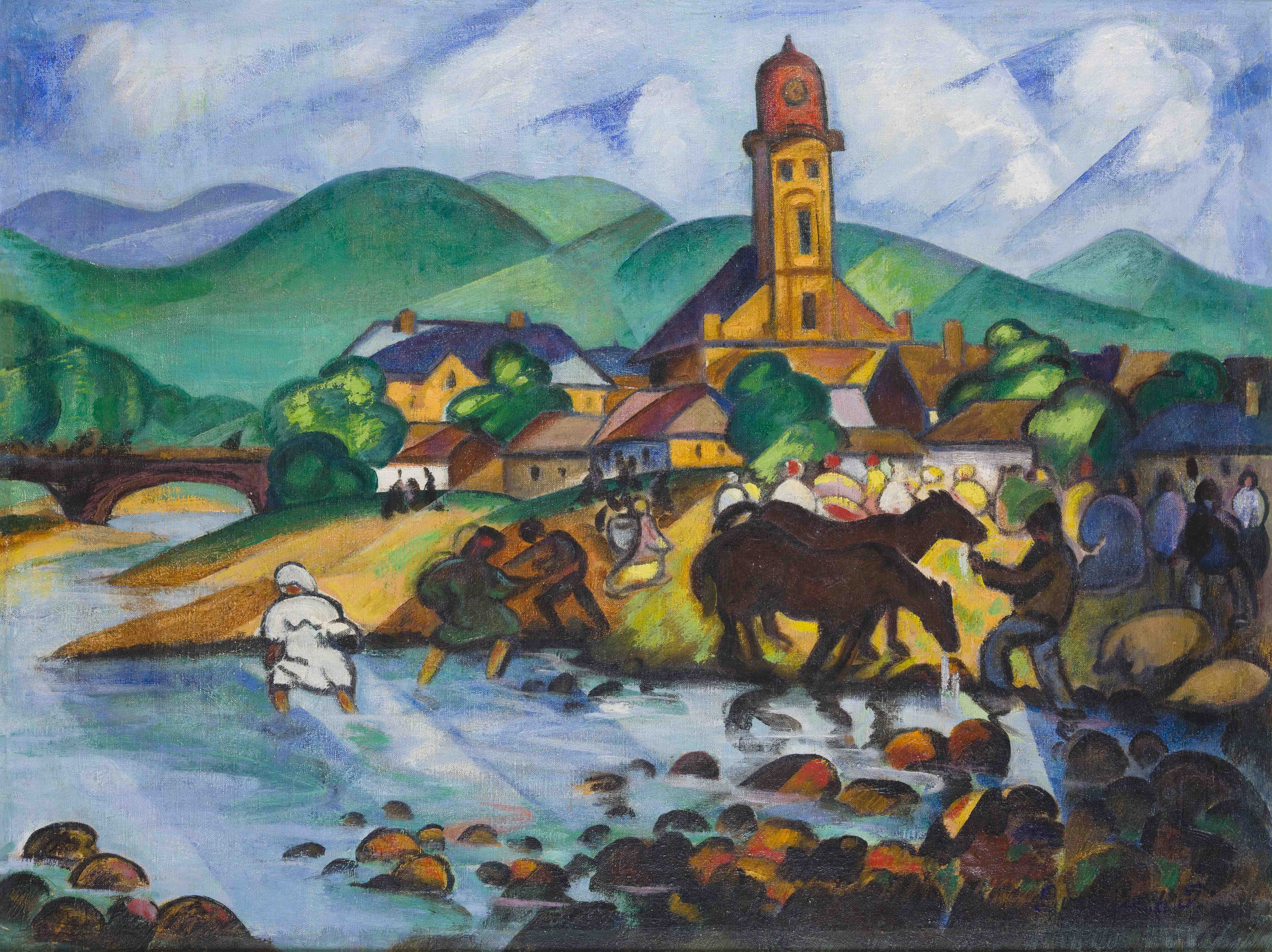
Markt in Nagybánya (1914)

- Park in Satu Mare
(1917)
- Vroeg voorjaar bij Szentendre
(1925)
- Stadspark in Debrecen
(1927)

#### Samu Börtsök (1881–1931)

Samu Börtsök
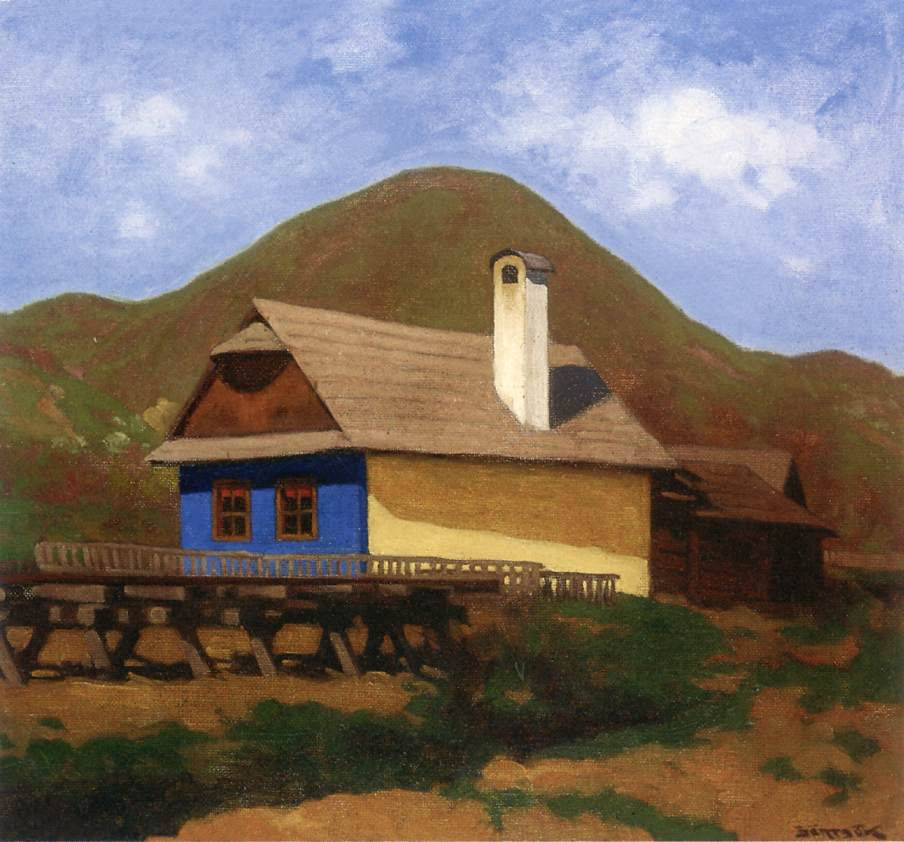
Huisje
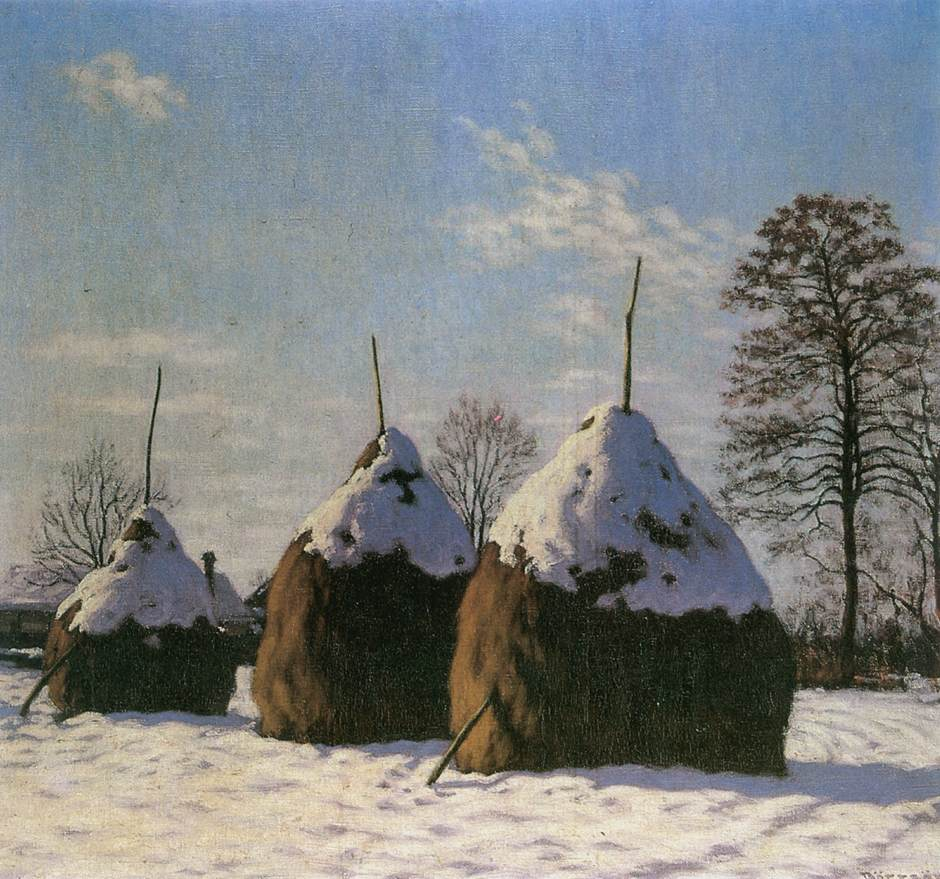
Hooi-oppers (1910)
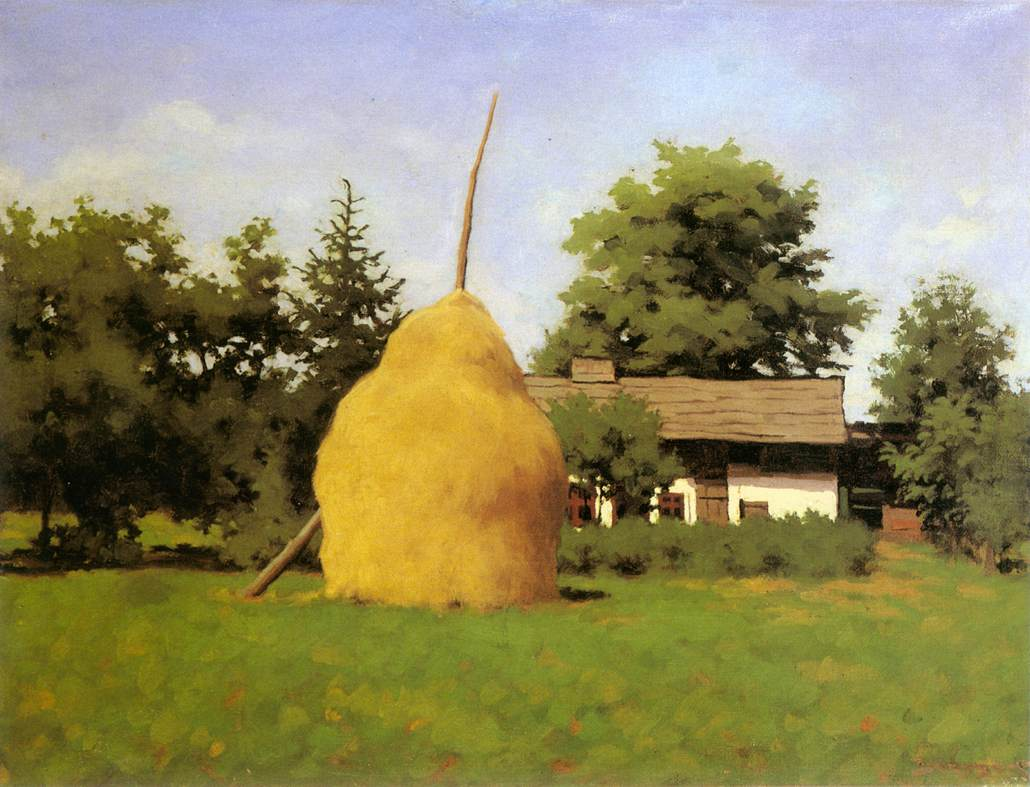
Tanya

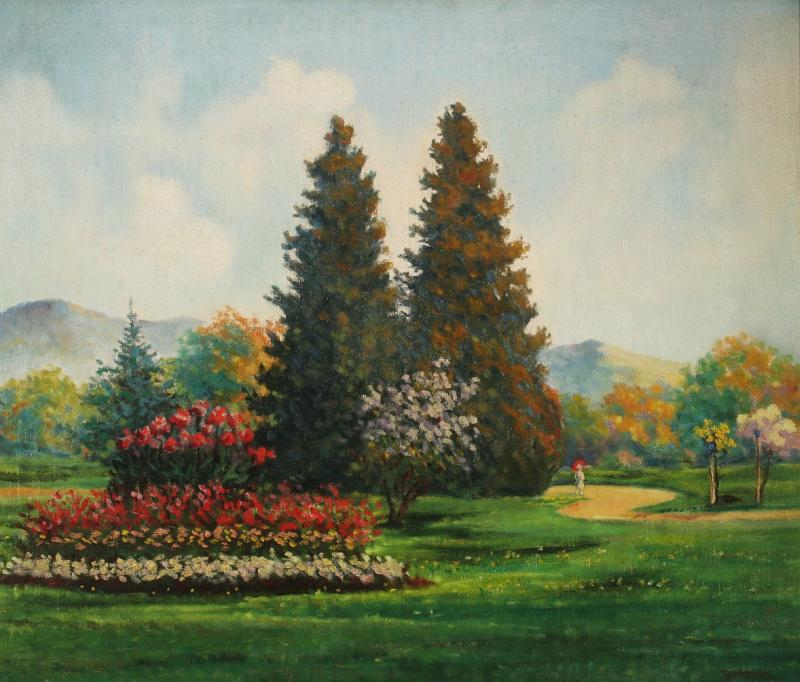
Park in Nagybánya (na 1910)
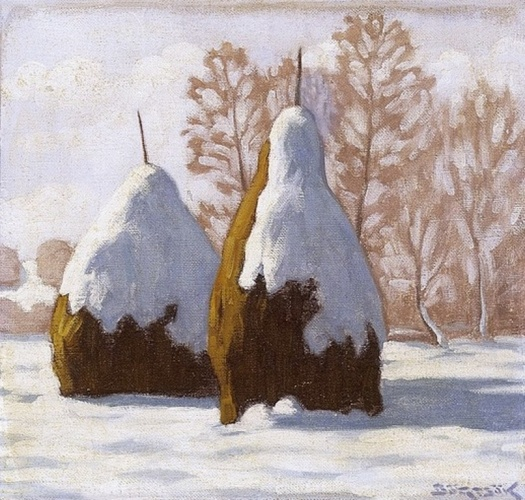
Twee hooi-oppers
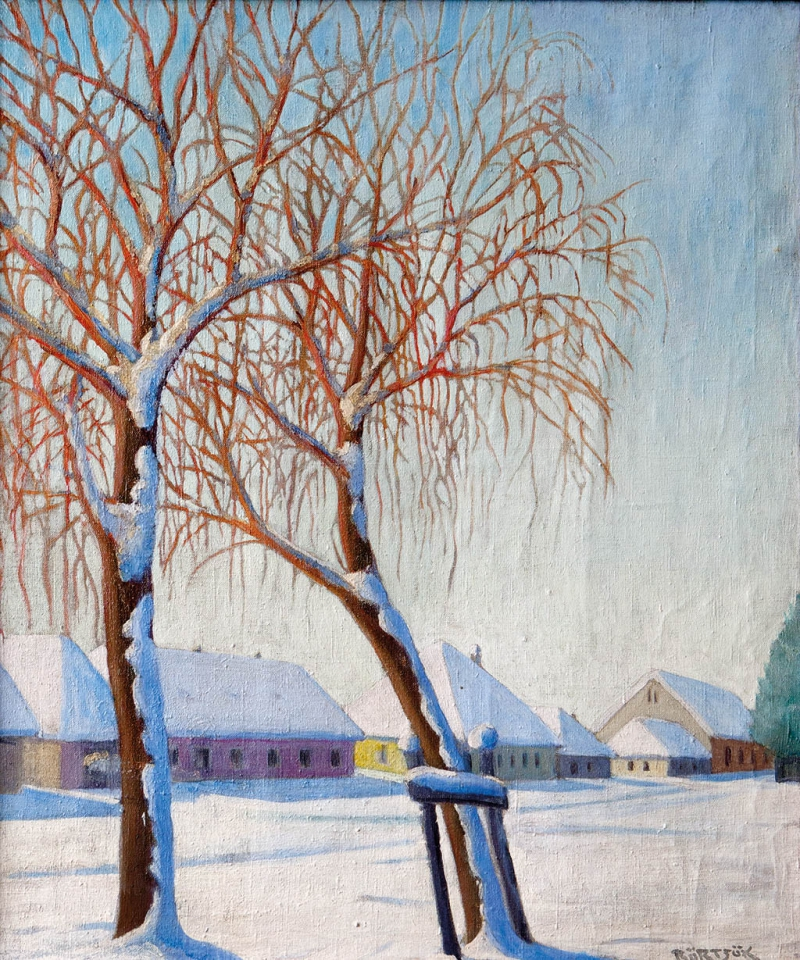
In de winterse zonneschijn

#### Sándor Galimberti (1883–1915)

Sándor Galimberti
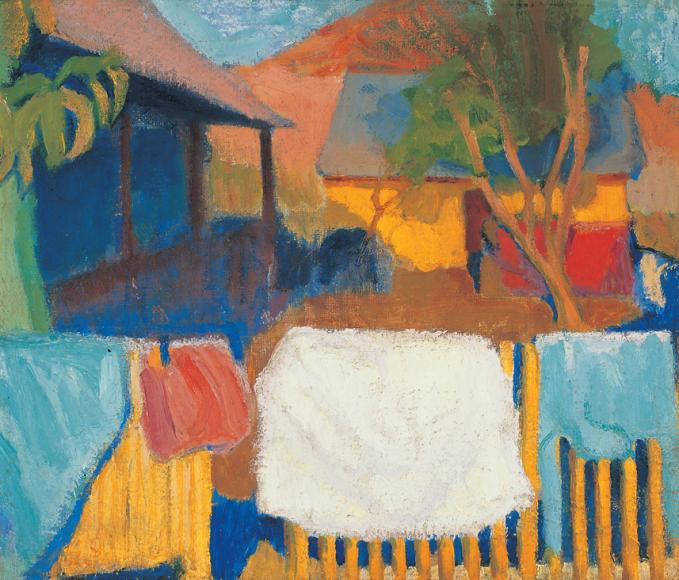
Tuin van mijnwerker (1907)
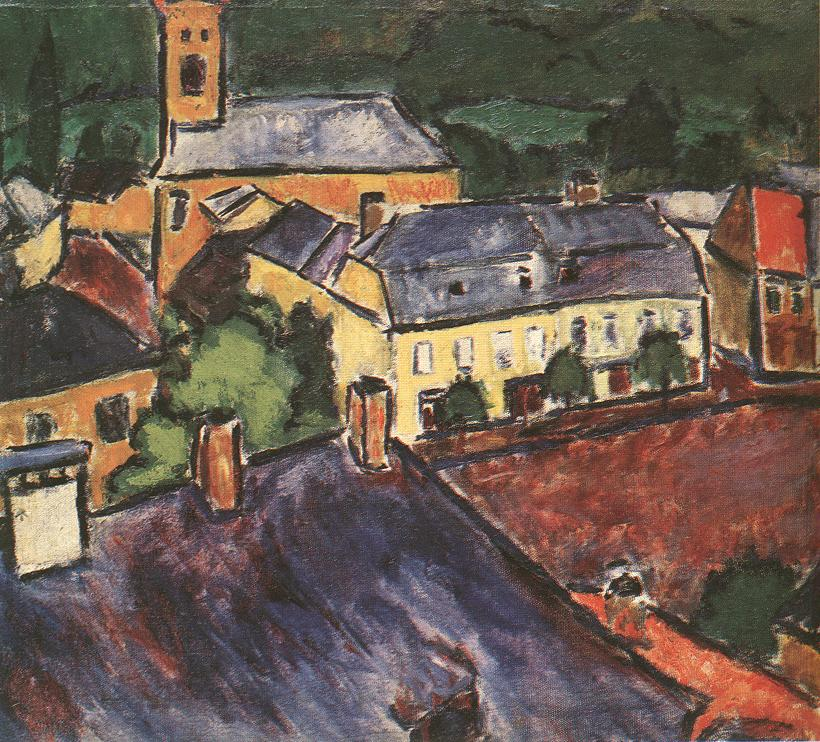
Nagybánya (ca. 1910)
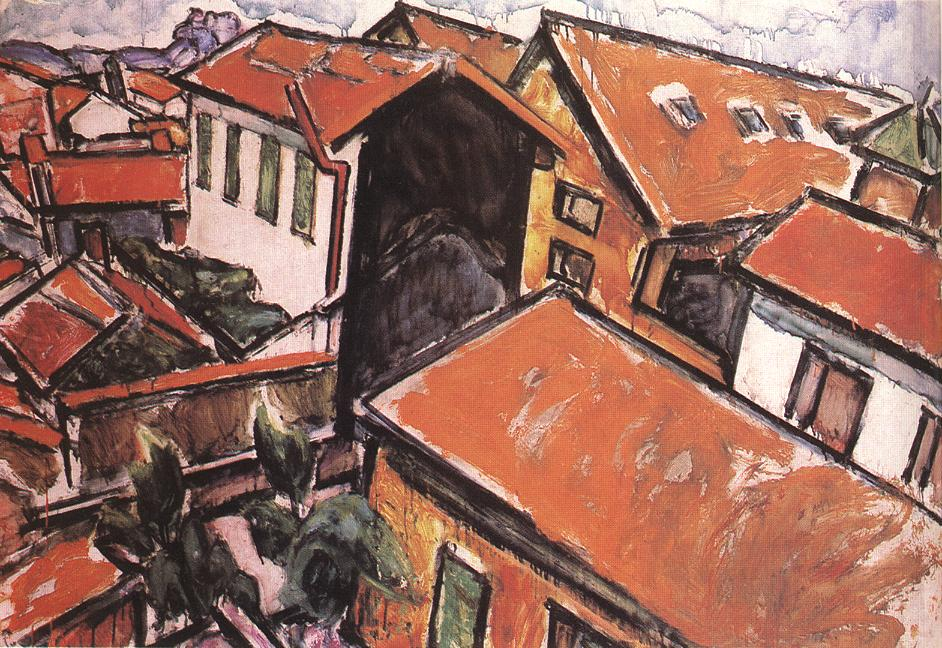
St. Rafael (1912)

#### Valéria Dénes (1877-1915)

Valéria Dénes
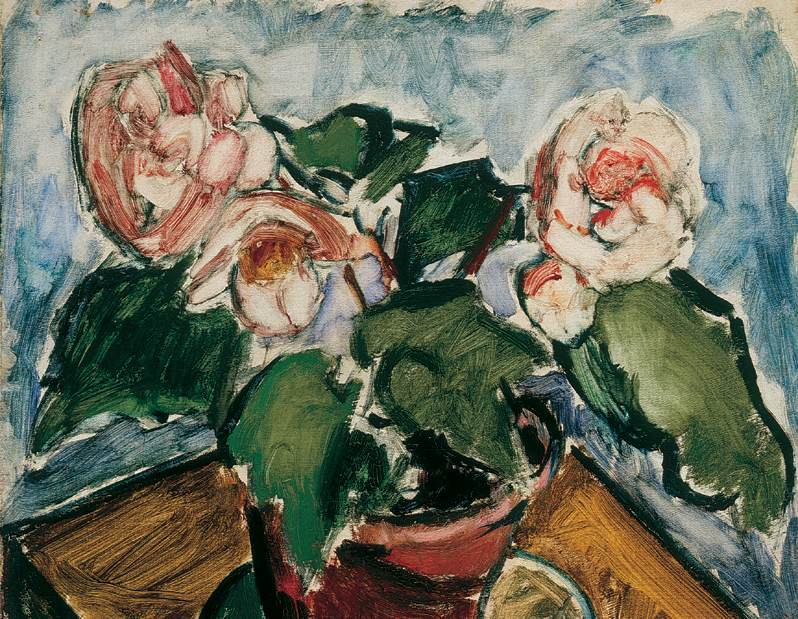
Stilleven met bloempot (ca. 1910)
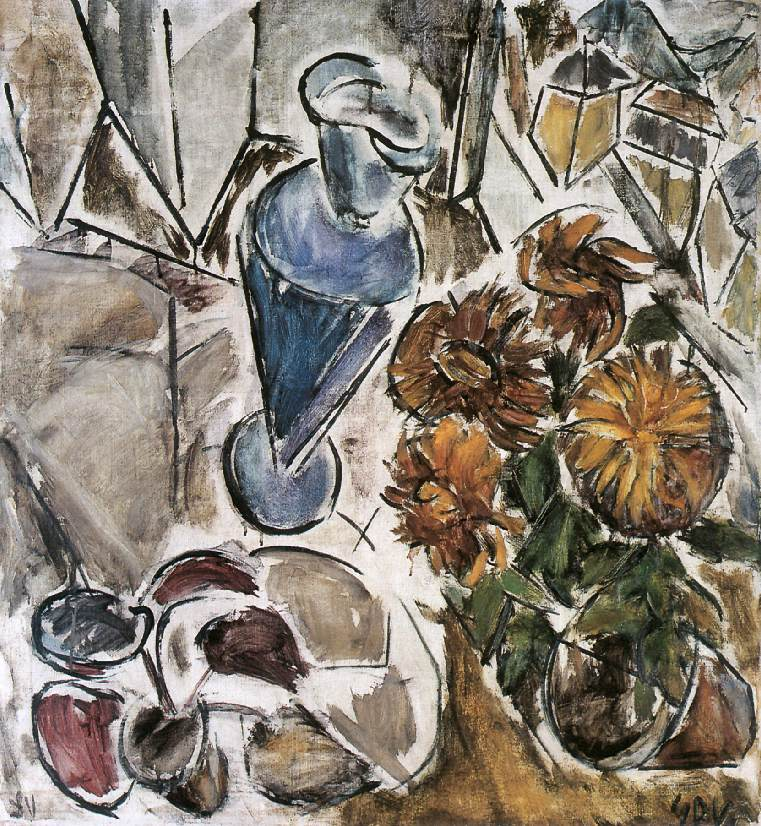
Daken in Parijs (ca. 1912)
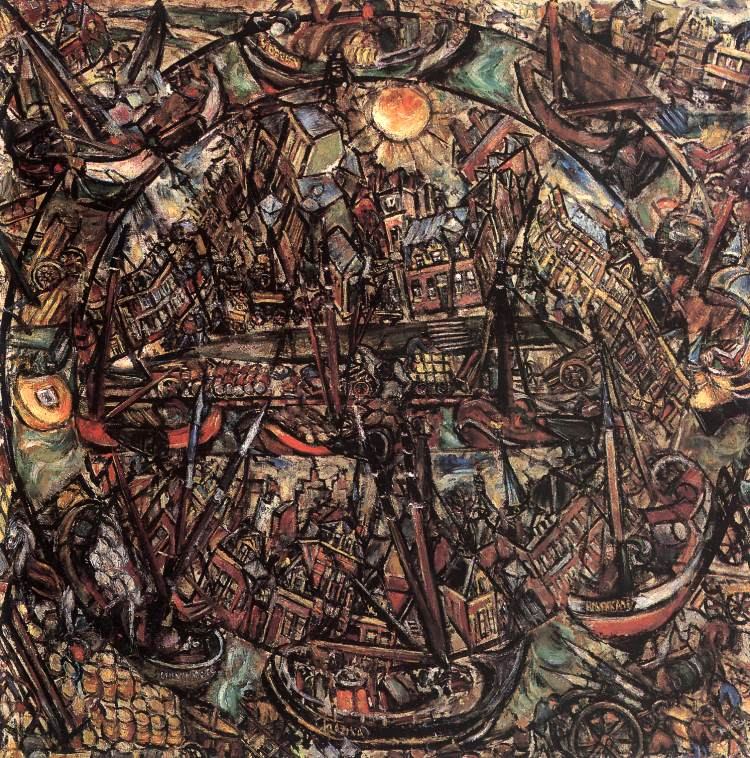
Nederlandse haven, Scheveningen (1914–1915)

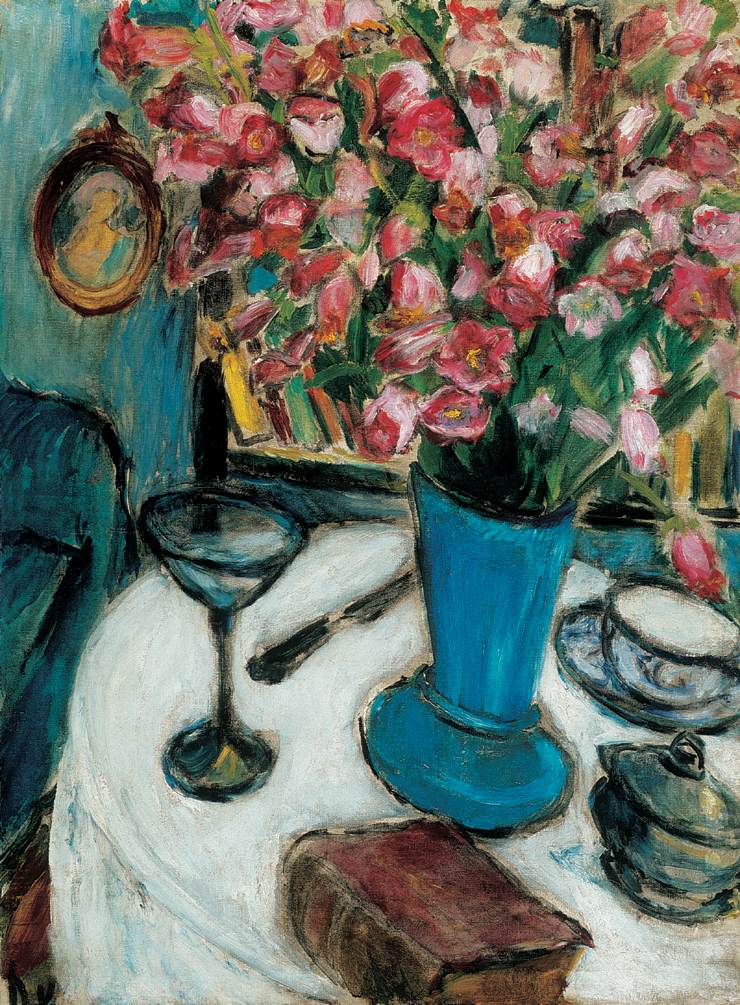
Stilleven met bloemen (1908–1910)
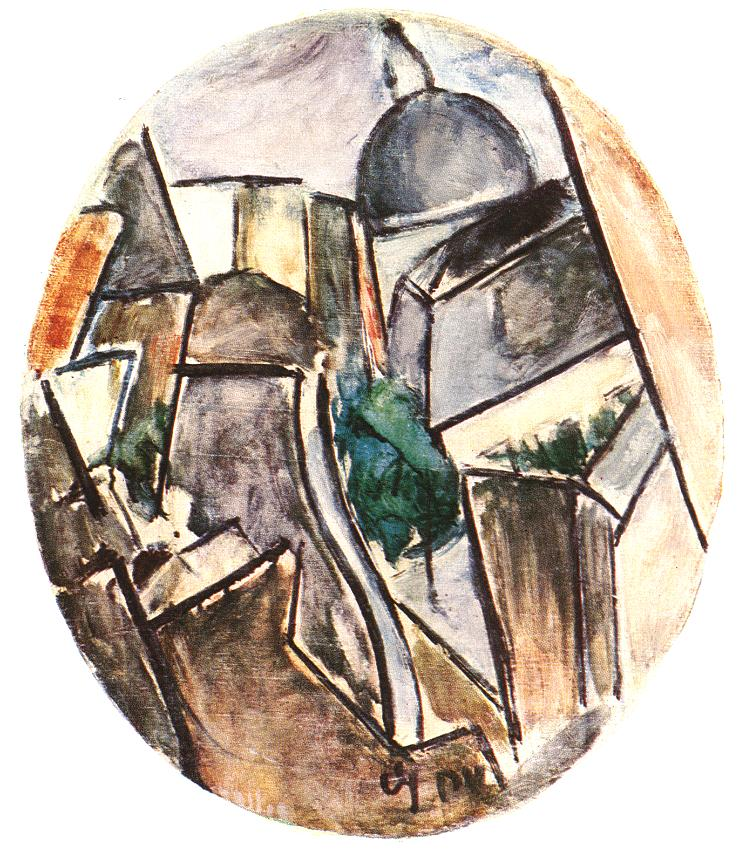
Straat (1913)
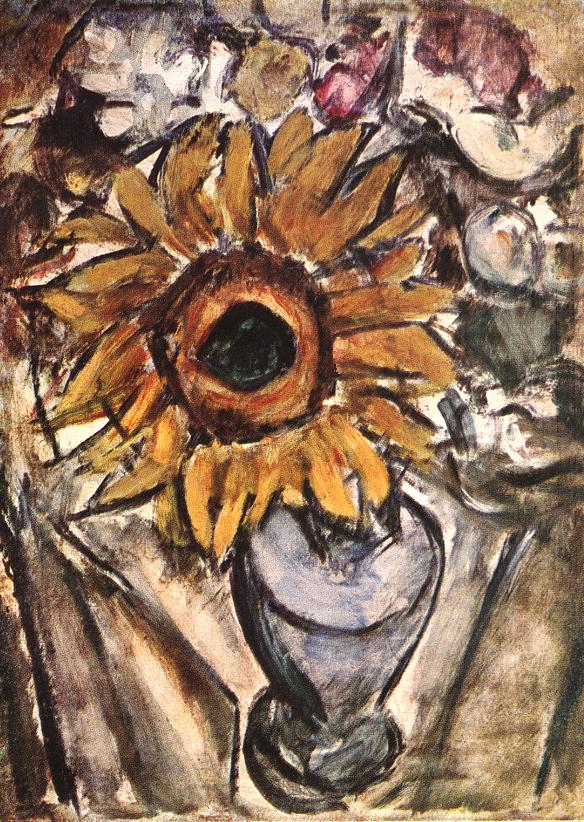
Zonnenbloem (1913)

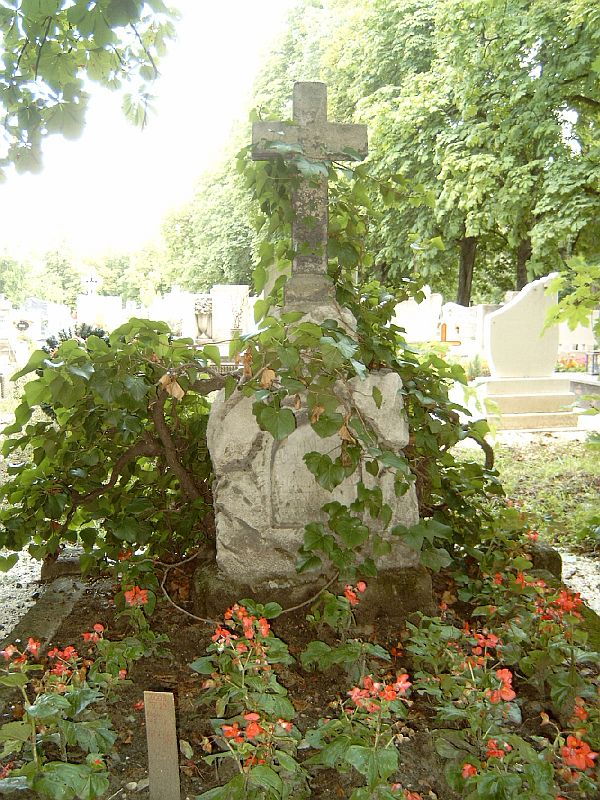
Grafsteen van Valéria Dénes en Sándor Galimberti, Boedapest.

#### Jenő Maticska (1885-1906)

Jenő Maticska
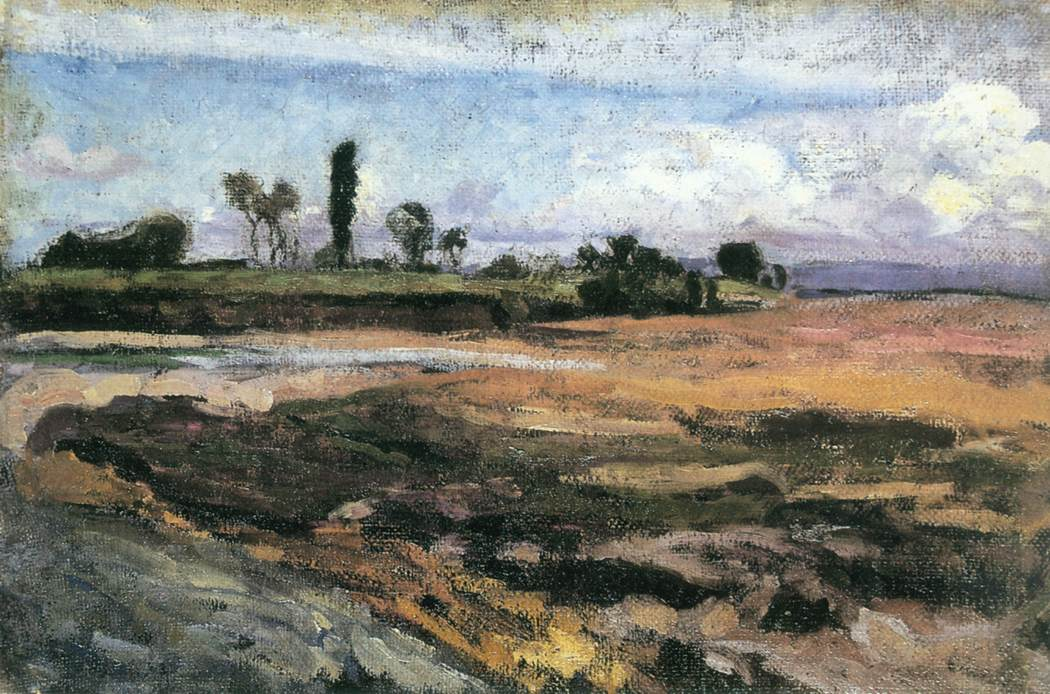
Aan de oever van de Zazar (ca. 1900)
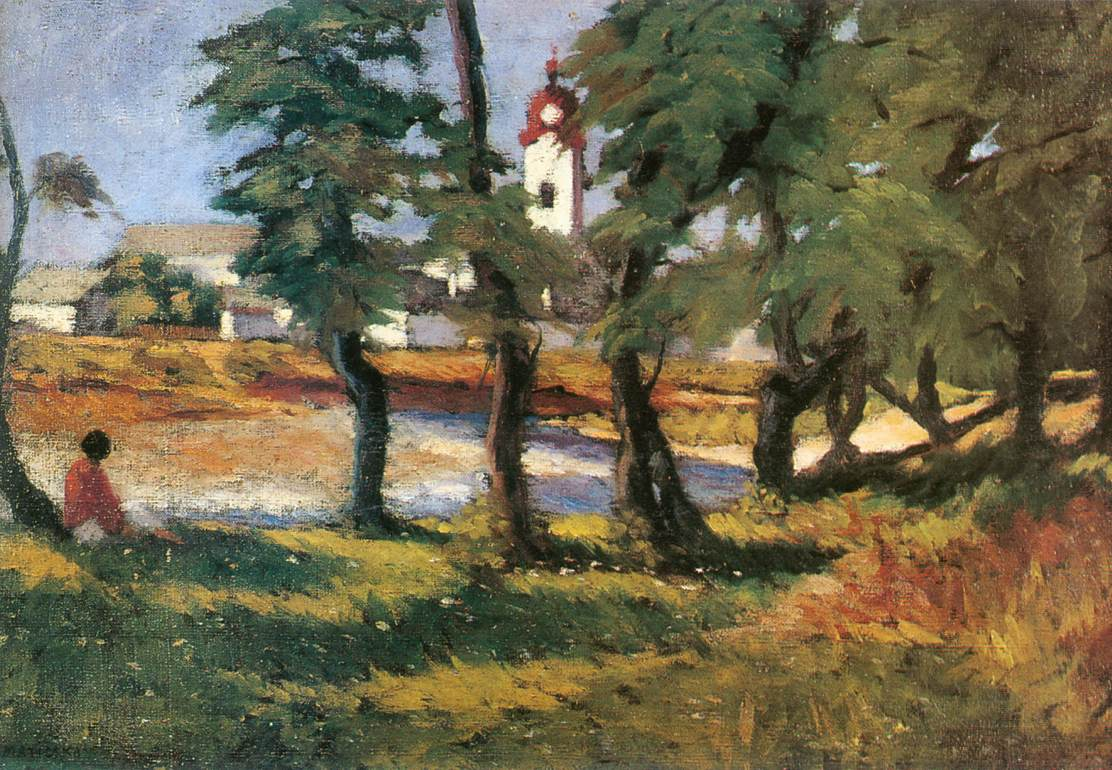
Landschap van Nagybánya (ca. 1903)

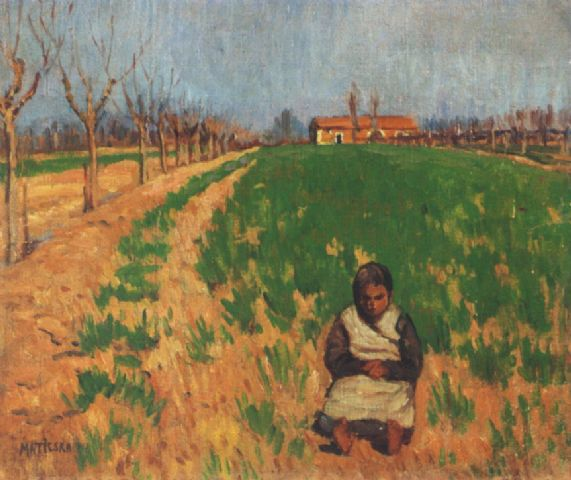
Meisje op het grasland (z.j.)
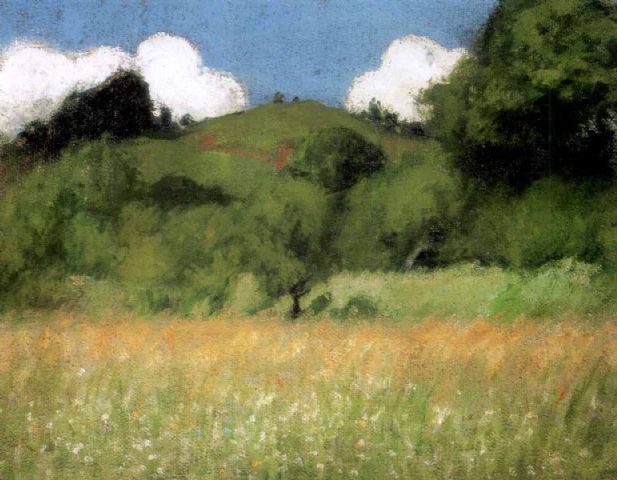
Heuvel bij Nagybánya (z.j.)

#### Károly Réthy (1884-1921)

Károly Réthy
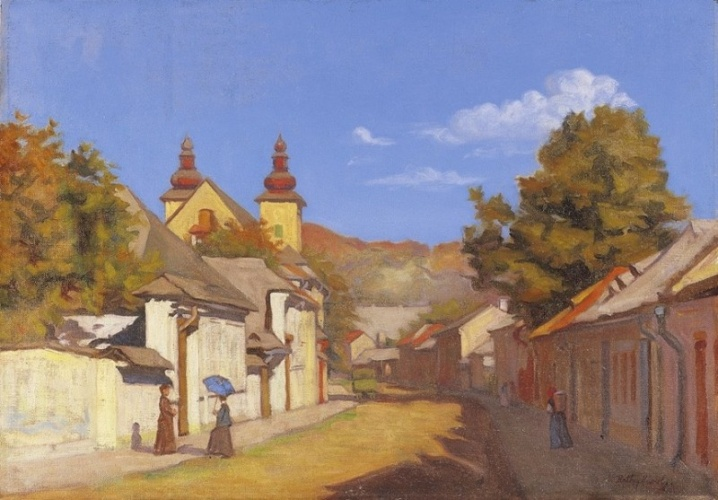
Straatdetail uit Nagybánya (vóór 1921)
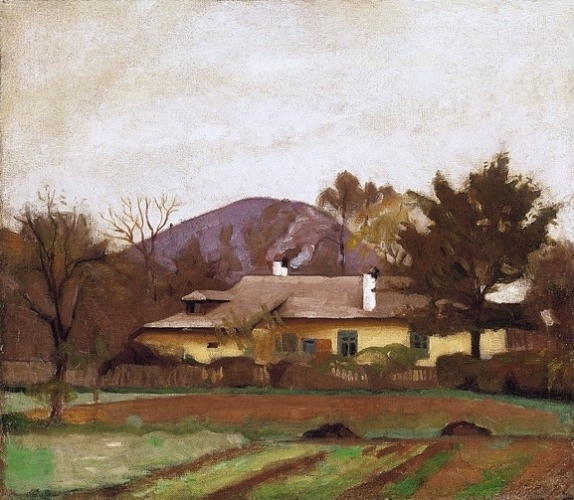
Landschap van Nagybánya (vóór 1921)

### Derde generatie
Tot de derde generatie schilders in de kunstenaarskolonie in Nagybánya behoorden István Boldizsár, graaf Ralph Teleki, János Pirk en Margit Kiss Thormáné.

## De Neo's
Waarschijnlijk al tussen 1904 en 1905 in Nagybánya, maar duidelijker omstreeks 1906 begonnen de oud-leerlingen van de kunstkolonie zich te verwijderen van de de principes van de Nagybánya-school en zo ontstond de stijl van de "neo's" en gingen over naar een individuele stijl: min of meer een soort neo-impressionisme en minder een naturalistische schilderkunst. Dit leidde geleidelijk tot het ontstaan van geometrische en later meer lyrische abstracte schilderkunst. Van de "Tweede  generatie" zijn er de schilders Géza Bornemisza Jenő Maticska Vilmos Perlrott-Csaba en Sándor Ziffer. Tot de "neo's" werden verder gerekend Dezső Czigány, Béla Czóbel en Lajos Tihanyi.

### Lajos Tihanyi (1885-1938)

Lajos Tihanyi
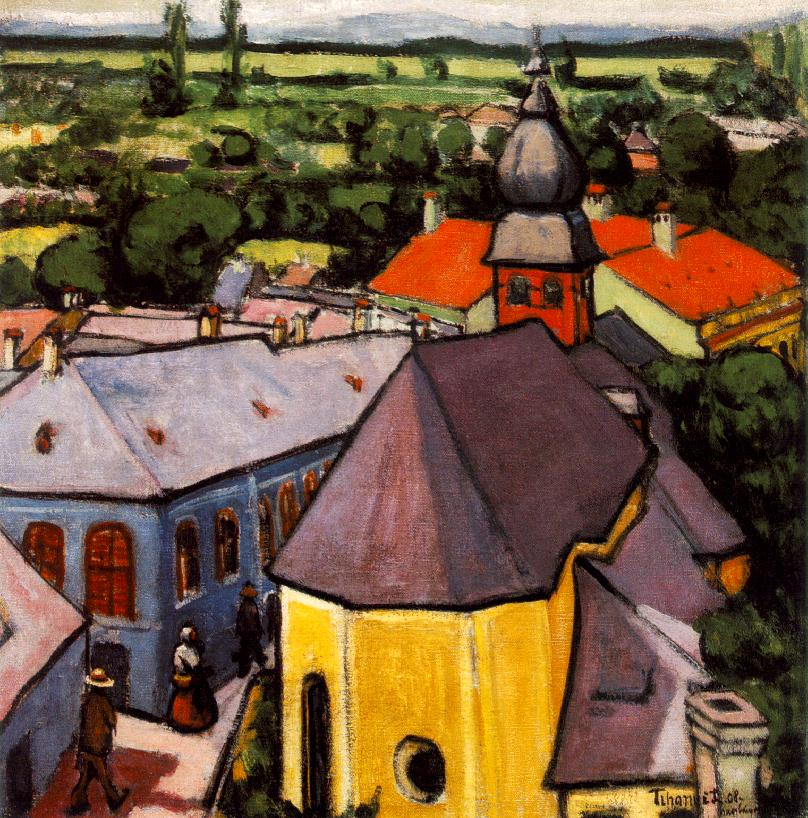
Gezicht op Nagybánya (1908)
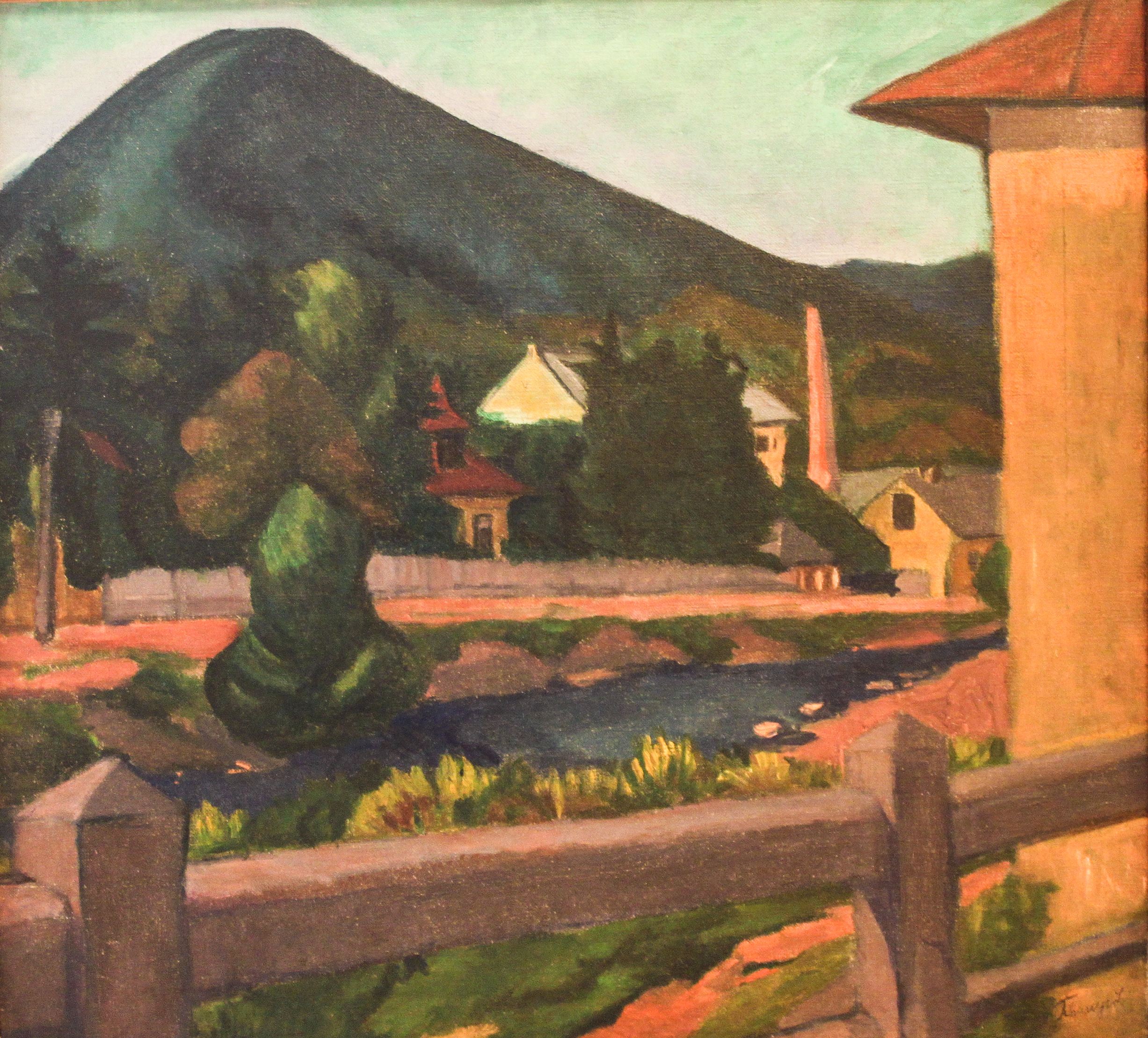
Gezicht op Nagybánya (1909)

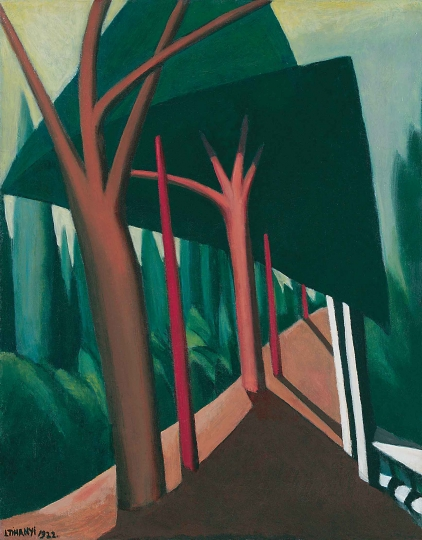
Drie bomen (1922)
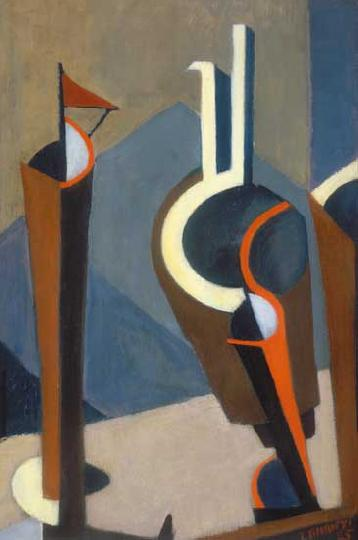
Compositie (1925)

## Post-Nagybánya-school
Na de Eerste Wereldoorlog (na 'Trianon', 1920) vormde de 'Post-Nagybánya-school' de voortzetting van de kunstenaarskolonie van Nagybánya, maar dan binnen de nieuwe Hongaarse grenzen. Enkele kunstenaars van deze groep zijn: Aurel Bernáth, Robert Berény, József Egry, István Farkas, Beni Ferenczy, Ödön Márffy, Pal Pátzay, István Szőnyi, Tibor Vilt.

### Robert Berény (1887-1953)

Robert Berény
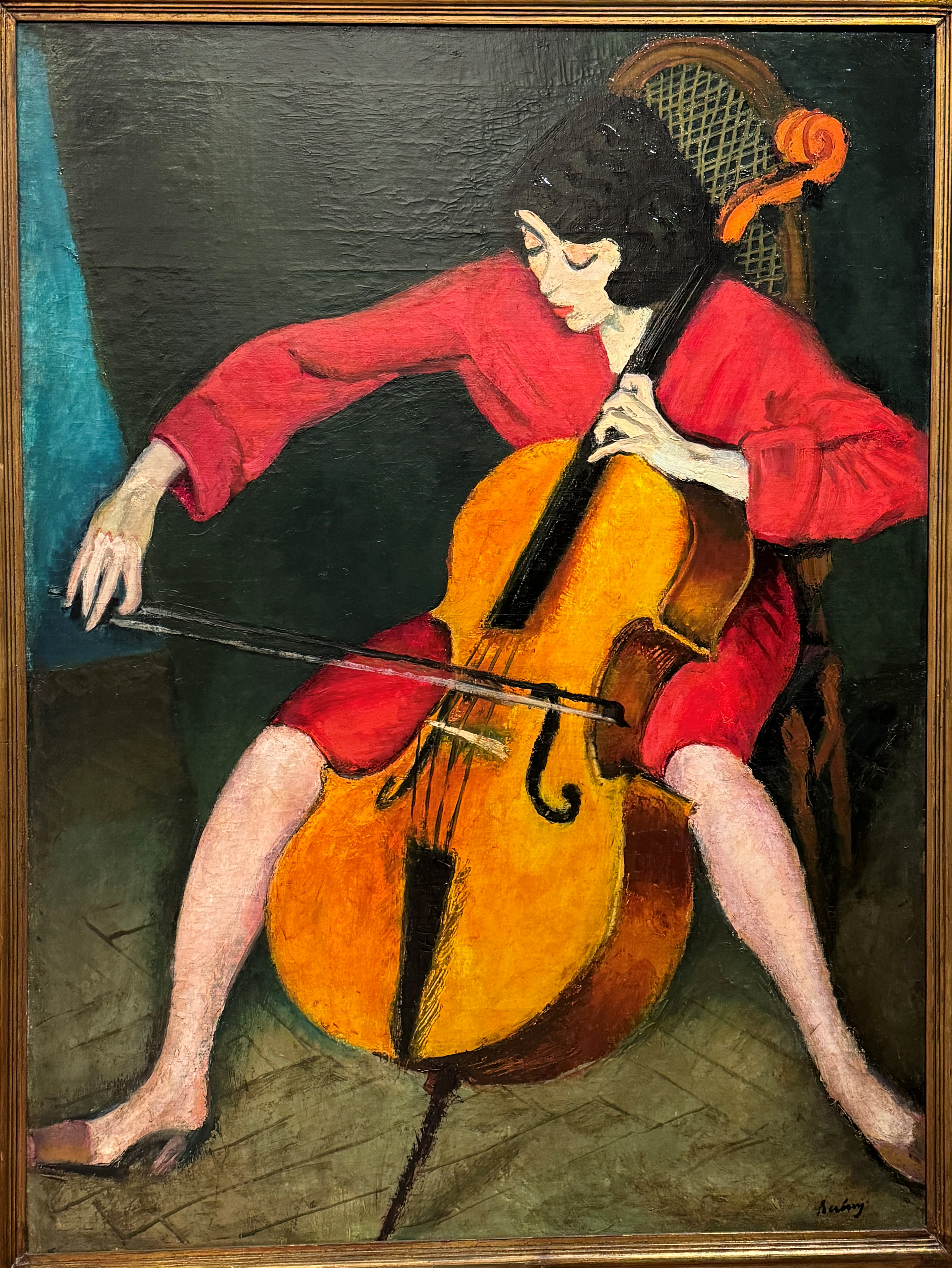
Celliste (1928)
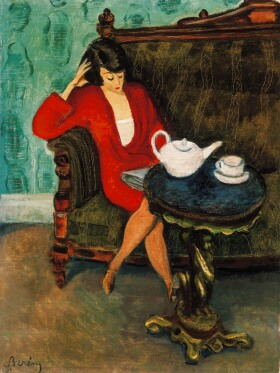
Vrouw in groene kamer (1929)

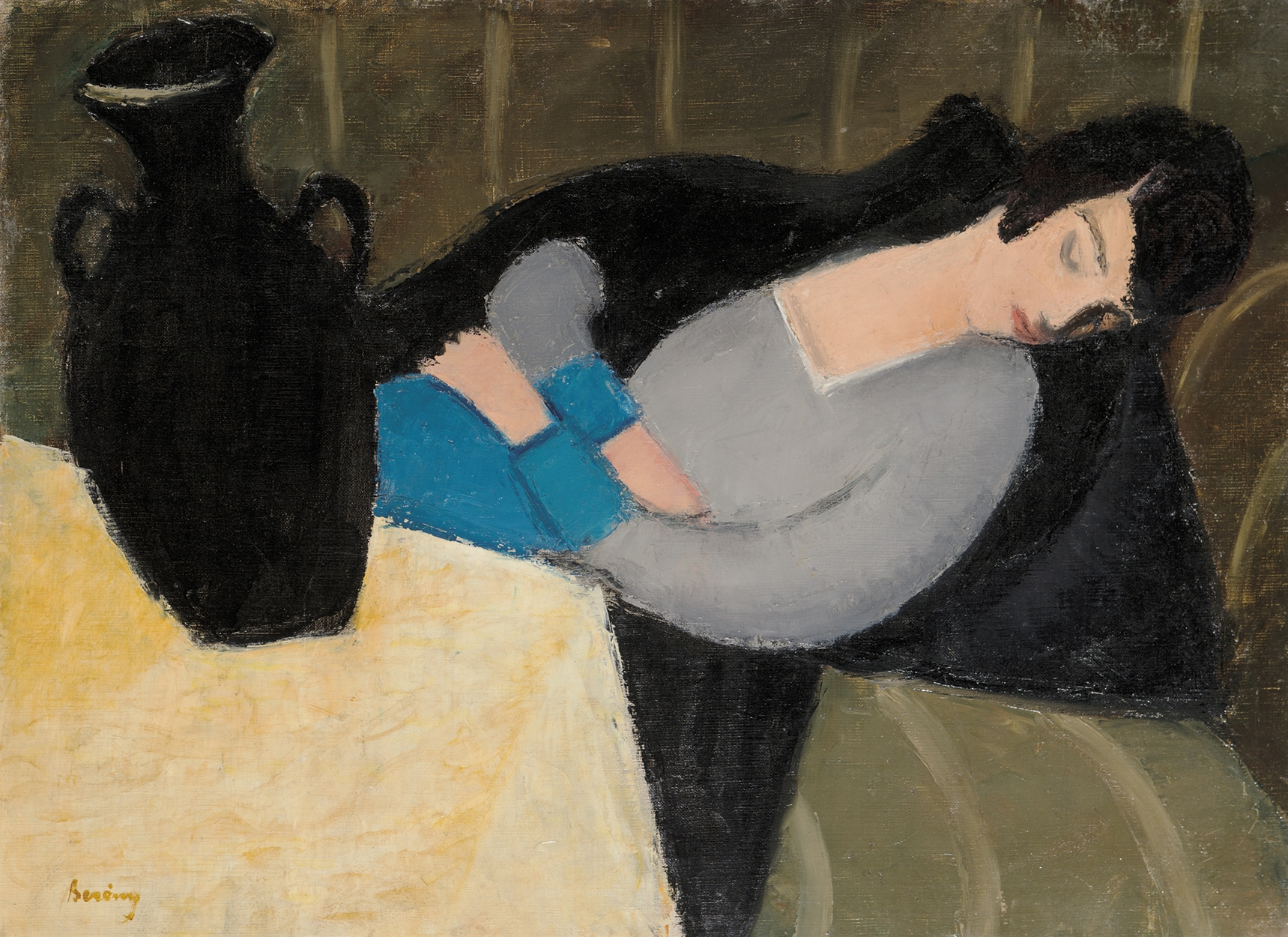
Slapende vrouw en zwarte vaas (1927/1928)
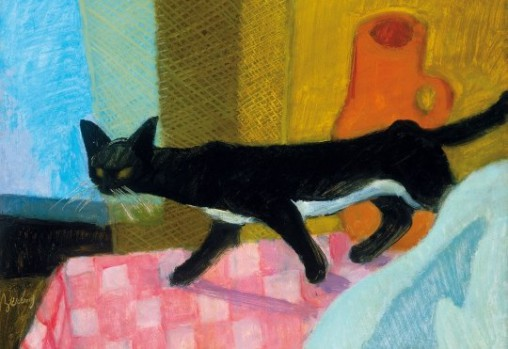
Kat en stilleven (1929/1930)
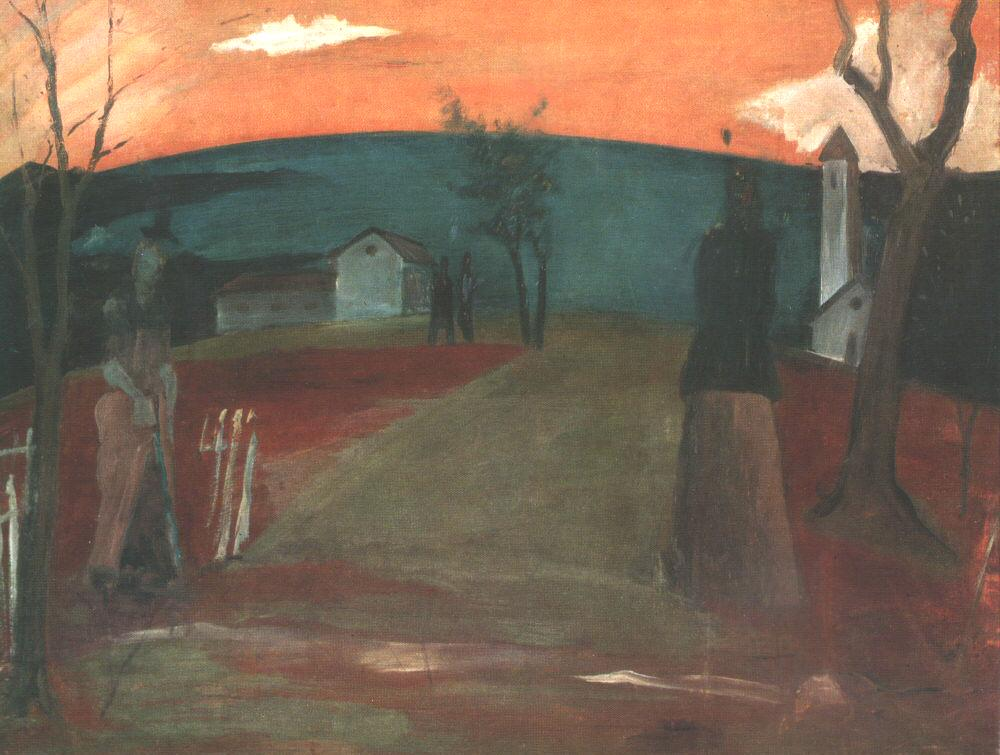
Avondlandschap (1931)

### István Farkas (1887-1944)

István Farkas
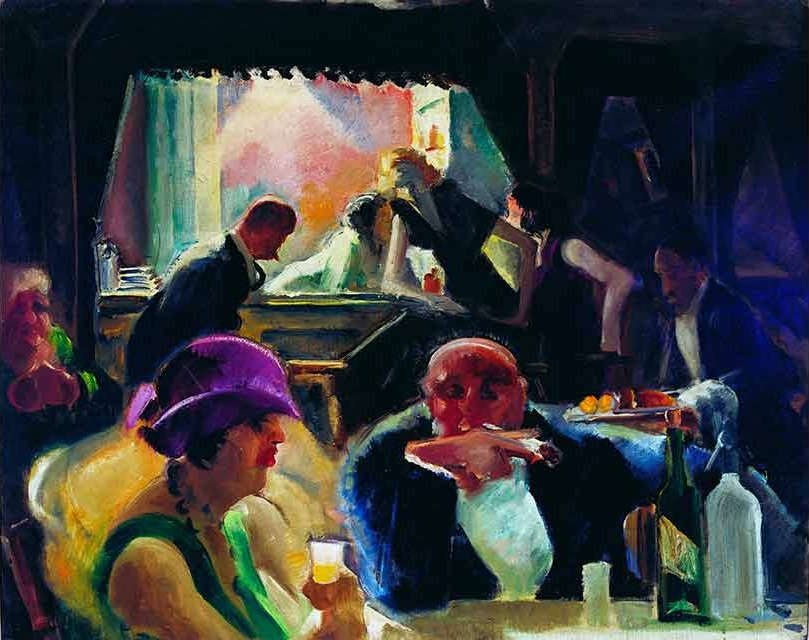
Koffiehuis (ca. 1922)
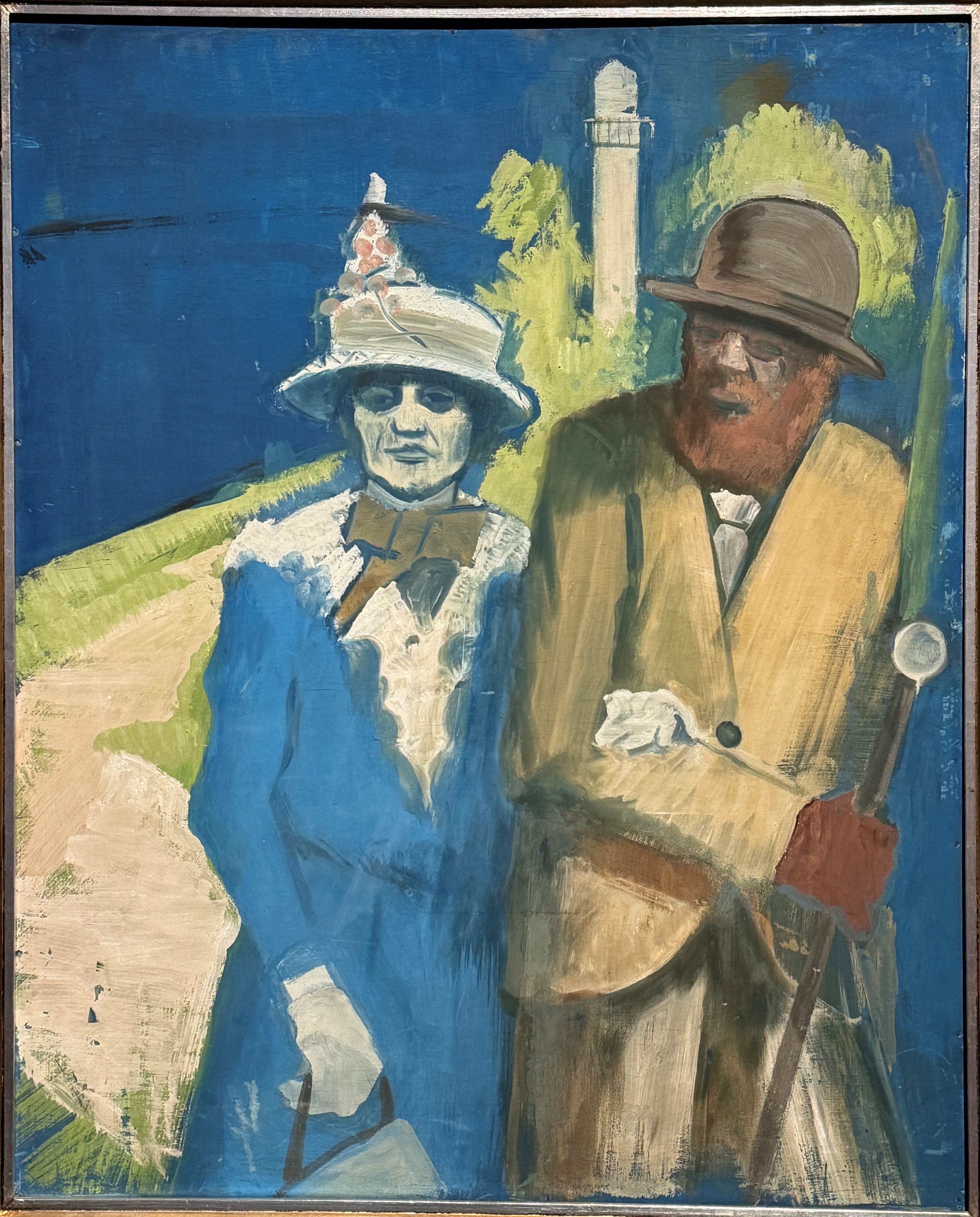
Wandeling bij het water (1934)
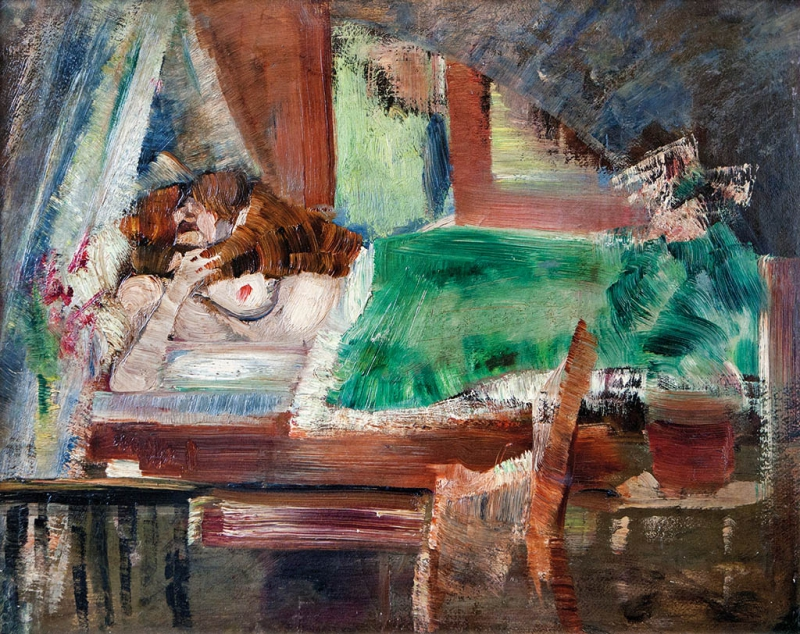
Moeder en kind

### Károly Patkó (1895-1941)

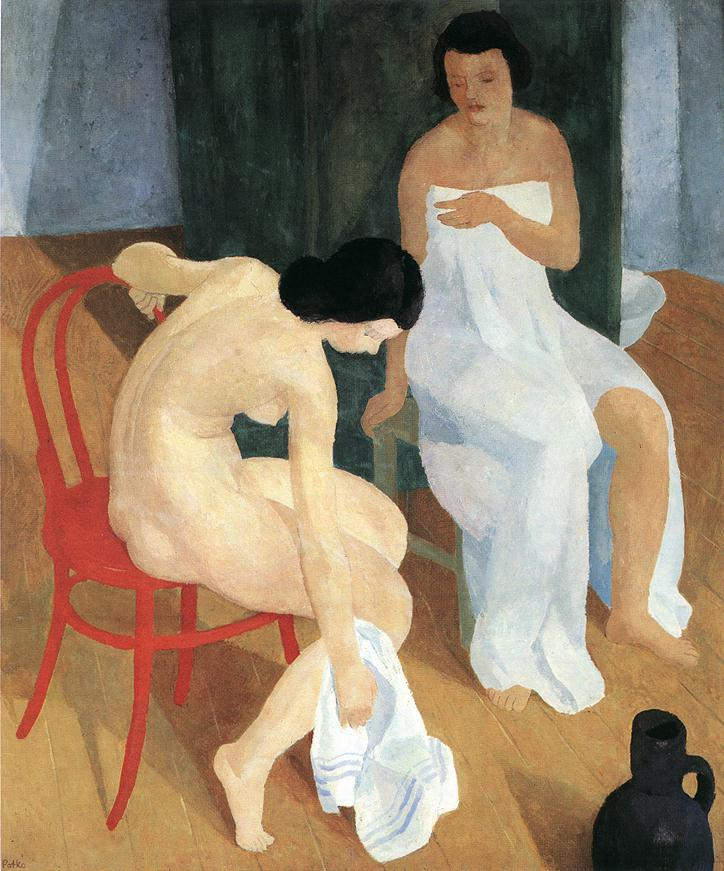
Bad in de ochtend (jaren 1930)
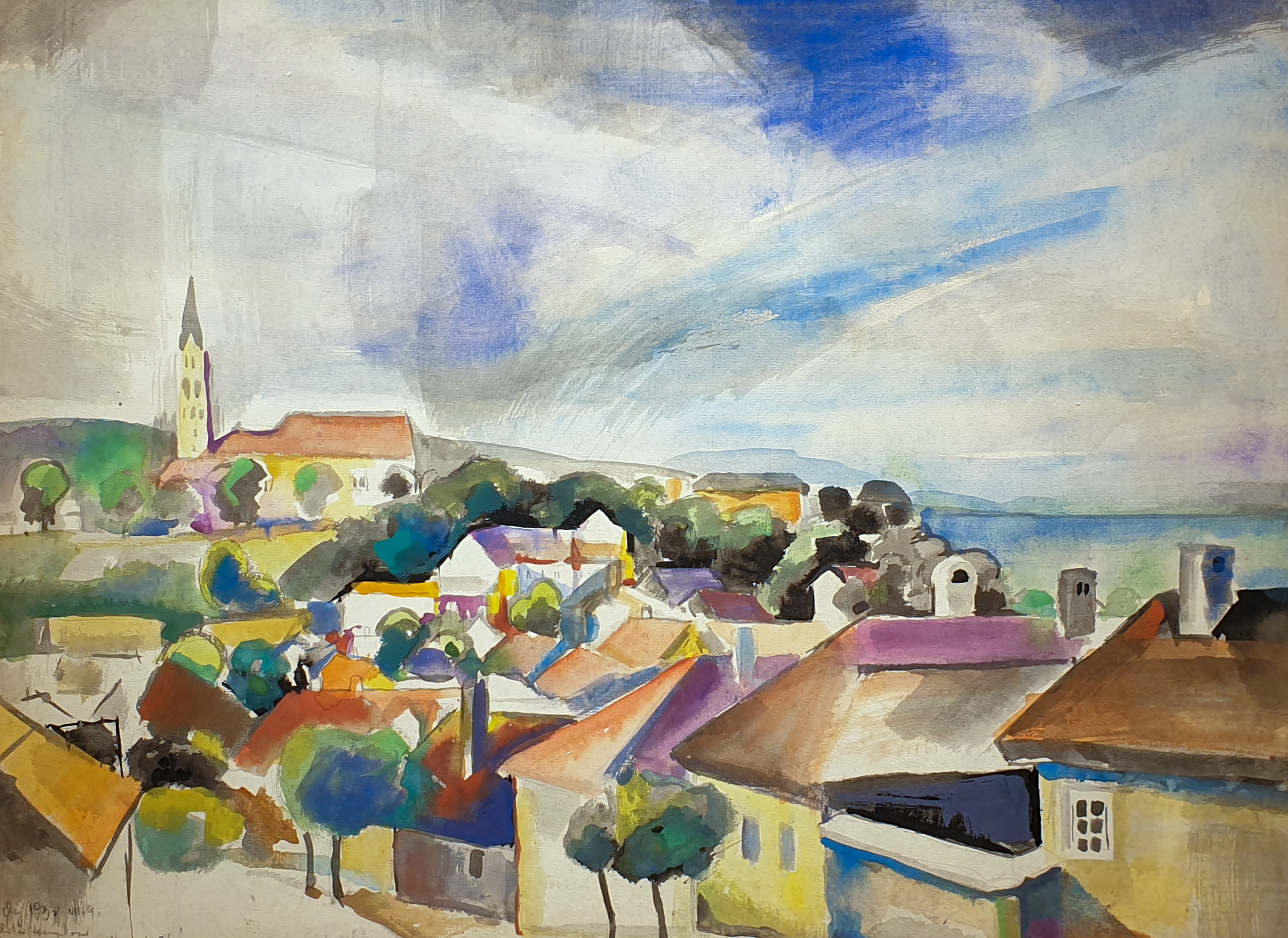
Karmeliten kerk in Keszthely (1932)

Károly Patkó
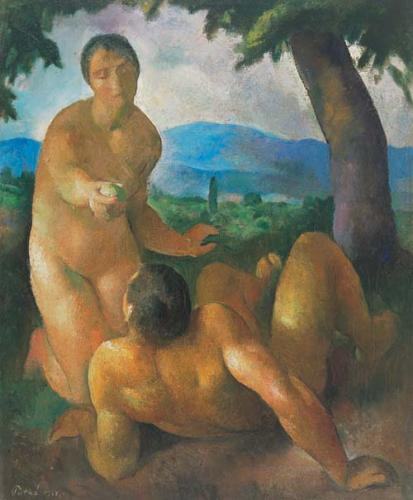
De zondeval (jaren 1920)
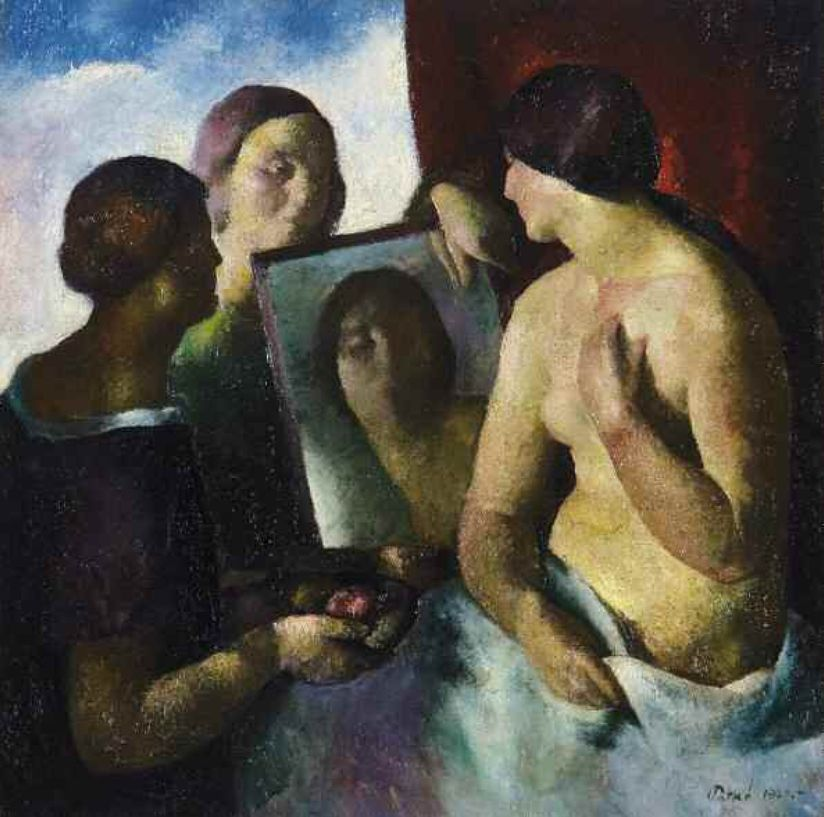
Voor de spiegel (1924)
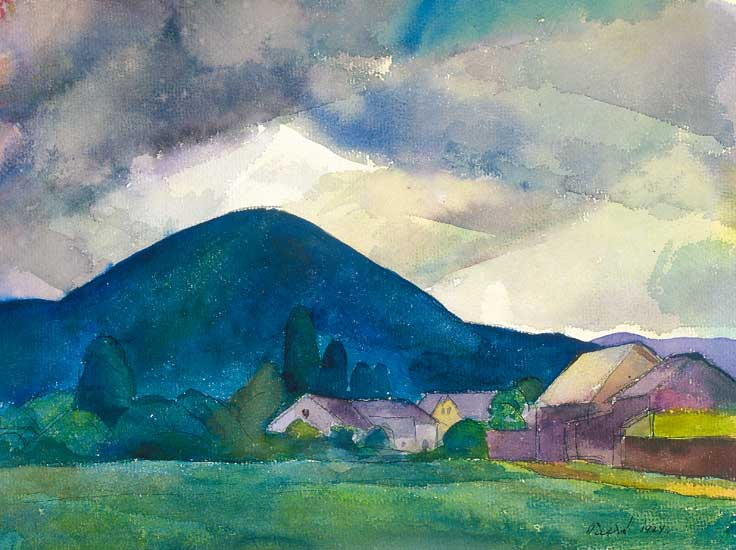
Gezicht op Nagybánya (1924)

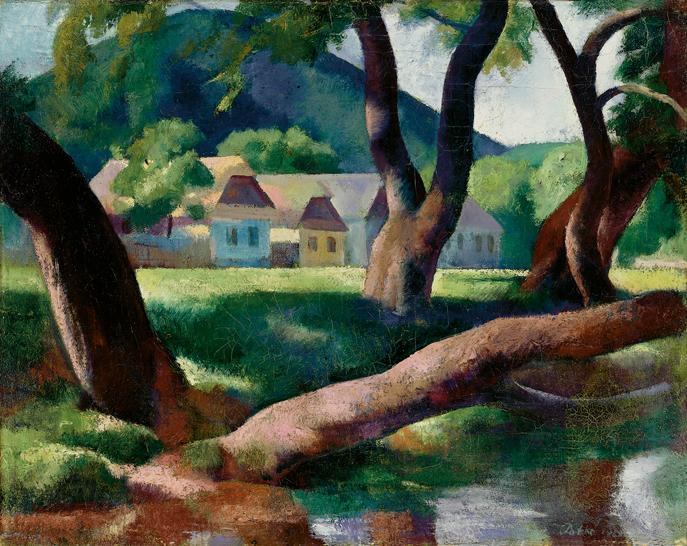
Gezicht op Nagybánya (1926)
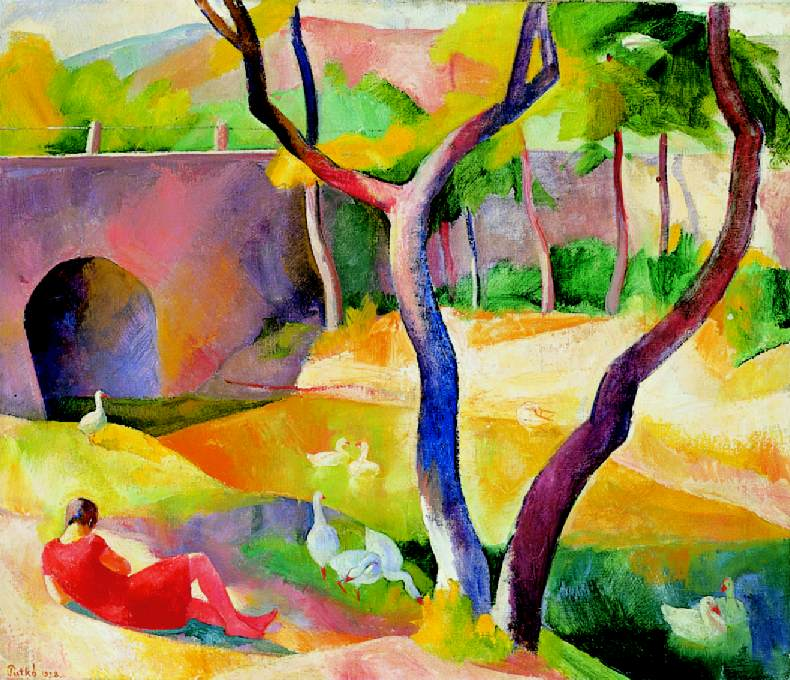
Ganzen (1926)
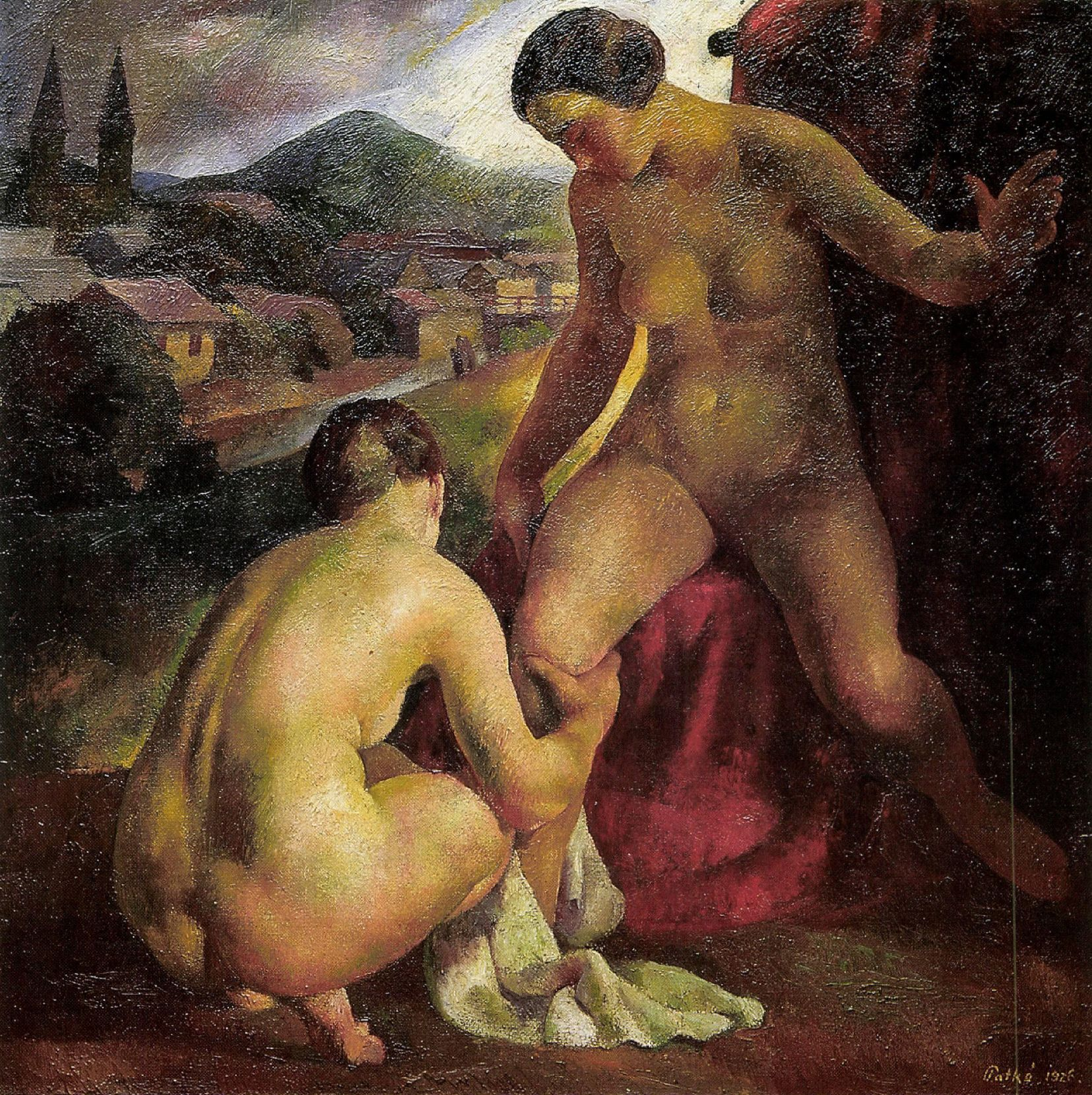
Baadsters (1926)

- Bad in de ochtend
(jaren 1930)
- Karmeliten kerk in Keszthely
(1932)